# 康乾盛世
康乾盛世，又称康雍乾盛世，指清朝從康熙中期到乾隆中期经济繁荣的局面，亦可指從康熙二十三年（1684年）到嘉慶四年（1799年）這一段時期。
清人入關後，在康熙帝、雍正帝、乾隆帝三代帝王励精图治、事必躬亲下，提高了经济实力，並加强中央集权統治；自康熙开始采取了奖励垦荒、更名田、兴修水利、禁止圈地、捐免田赋及改革赋役等措施，促进了农业、手工业的发展和商业的繁荣。在盛世期間，清朝的国力达到鼎盛，局勢較為穩定，人民生活得到改善，國家財富有所積累，國防力量也相對強大，整個社會在政治、經濟和文化上都處於上升狀態，其時間跨度至少有125年，是清朝统治的最高峰。康乾盛世繁華富裕的程度也在中國歷史上亦有相當地位，是中國歷史上最輝煌的時期之一，故史學界一般将康雍乾三朝称为康乾盛世或康雍乾盛世。
康乾盛世在學術界上也具有争议，學界對於盛世是否存在及盛世的定義尚存不同見解。有說法認為康乾盛世虽被称为盛世，但是纵观該时期几乎是民变迭起，而且规模也愈来愈大，特别是後期爆发的苗民起义与白莲教大起义给予了清朝统治強而有力的打击，使清朝从此陷入风雨飘摇，認為在一定程度上否定了盛世的说法，然而有歷史學家如歐陽泰（Tonio Andrade）指出，從1300年到1750年，中國和歐洲發生的戰爭數量相比而言大致相當，1750年後至1799年是「清朝大和平時期」，儘管該時期民變不斷，且當中部分規模較大，但是與以往大部分時期的中國歷朝歷代相比，在「大和平時期」發生戰事的頻率和數量較少，此外，有說法認為「盛世有阴影，亂世也有希望」，盛世並不是「盡善盡美，事事順心」，在康雍乾時期，自康熙帝以少年天子的身分制伏權臣鰲拜，並平定三藩之亂之後，皇室權威大提升，中原地區完全沒有任何一場戰爭，整個國家也沒有長期和大型的戰事導致社會受到破壞，因此社會得以安定，經濟得以快速發展，逐漸走向繁榮時代。
这段時期在英语中被称为「High Qing」或「High Qing era」，即盛清或盛清时期。西方学者如美國漢學家、歷史學家魏斐德、羅威廉（William T. Rowe）、歐立德、濮德培、理查德·史密斯等皆在著作中用到该词，認為是清朝興盛與繁華的時期，是帝制中國最後的高峰期 ，亦有说法称部分西方學者认为这段時期中國皇權集中也達到高峰，不算是黄金时代而是专制黑暗时代。《哈佛中国史》等著作将晚明到整个18世纪康乾盛世的发展称为中华帝国的第二次商业革命，比宋朝时发生的第一次商业革命转型幅度更大，其中商业化扩散至地方乡村社会的情况达到前所未有的地步。清朝中期的中国被认为大概是全世界最商业化的国家。在18世纪，对中国风的狂热追逐曾經是當時欧洲社会的普遍时尚。18世纪被誉为“思想之王”的法国启蒙学者伏尔泰曾大力称赞中国，并高度赞美当时在位的乾隆皇帝。
这段時期整體上保持了穩定和繁榮的局面，財政收入增長極其迅速，中國這塊土地仍保持著富裕和有序。在該段時期结束後的60至70年的時間裡，清朝连续遭到了外国侵略与国内动荡——鸦片战争和太平天国的两次沉重打击，从此一蹶不振，逐步步入贫困、落後和长期危机的境地，然而乾嘉之際的盛衰之變是清朝的統治的盛衰之變，中國的社會經濟在不少地區仍在持續發展，滿清政權的部分官員仍具有較強的活力和對海外的認識，並且獲得不少地區和不少民眾的支持，讓清政權在內憂外患險惡環境中仍支撐了100多年，勉強在列強擴張期間還保住了獨立帝國的地位，以及對邊境土地的控制。在康乾「盛世」過後的嘉道中衰時期，中國社會的早期近代化進程亦未因統治危機的出現而陷於停滯，並非完全排斥於西方科技。

## 背景

### 康熙帝时期

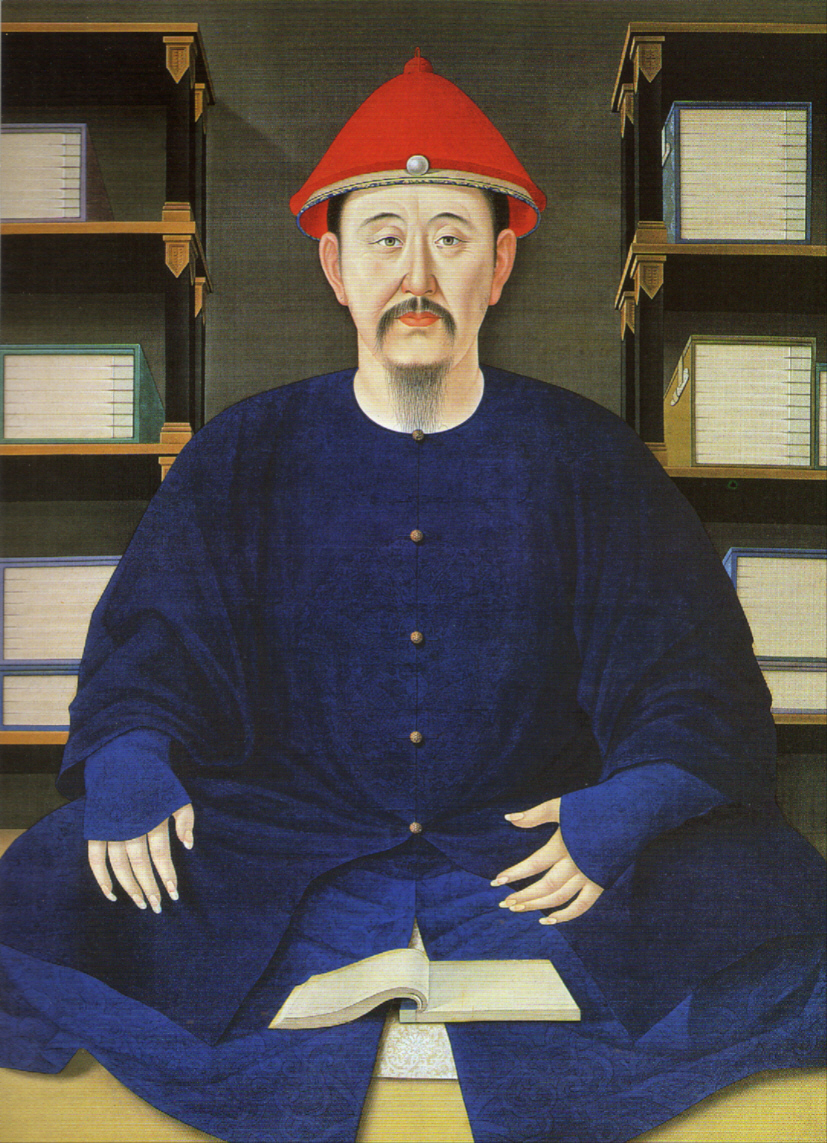
《康熙帝讀書像》

三藩之亂平定後，中國雖然還受到小冰期和太陽活動的影響，但在清廷的管治下依然在整體上保持著穩定且有所發展。康熙帝在親政不久後便宣佈停止圈地，放寬墾荒地的免稅年限，以及著手整頓吏治，恢復京察、大計等考核制度。受康熙帝的「滋生人丁，永不加賦」政策以及引進外來農作物等影響，清朝人口大幅提升。康熙先後任用靳輔和于成龍治理黃河與大運河，成績顯著。在他六次南巡期間，除了考察民情習俗外，還親自監督河工。康熙中期以後，因戰亂而遭到嚴重破壞的手工業逐步得到恢復和發展。為安定社會秩序，他頒行十六條聖諭，要求地方人士循循告誡鄉民。他又派心腹包衣（即家奴）如曹寅、李熙等人打探地方物價、人民收入與官紳不軌之事，並以密摺奏報，即密摺制度的萌芽，到雍正時期趨於完善。康熙帝亦重視對漢族士大夫的優遇，他多次舉辦博學鴻儒科，創建南書房制度，並且向來華傳教士學習西方科學與文化。在守護邊疆方面，康熙帝首先派薩布素於雅克薩戰役驅除入侵黑龍江的沙俄軍隊，與沙俄所簽訂的尼布楚條約以確立東北疆界並獲得沙俄的中立。
康熙晚期，由於官員薪資過低以及法律過寬，導致官吏貪污，吏治敗壞。康熙帝本來按照中國立嫡立長的傳統封胤礽為太子，由於太子本身的素質問題及其在朝中結黨而廢太子，使得諸皇子為皇位互相結黨傾軋。故太子一度復立，但康熙帝仍無法容忍其結黨而廢除。最終在1722年臨終時傳位於胤禛，即雍正帝。
康熙帝親民的形象以及妥善處理自然災害的手法，受到當時外國傳教士法國人白晉和比利時人南懷仁等人的高度評價，南懷仁等人記載康熙經常親身到各地巡視，以便了解百姓的生活情況和官吏們的施政狀況，亦會允許「最卑賤的工匠和農夫」接近自己，諭令衛兵們不許阻止百姓靠近，康熙會向百姓提出各種問題，包括詢問百姓對當地的官吏的滿意度，以便對官員作出獎勵或處分。

### 雍正帝时期

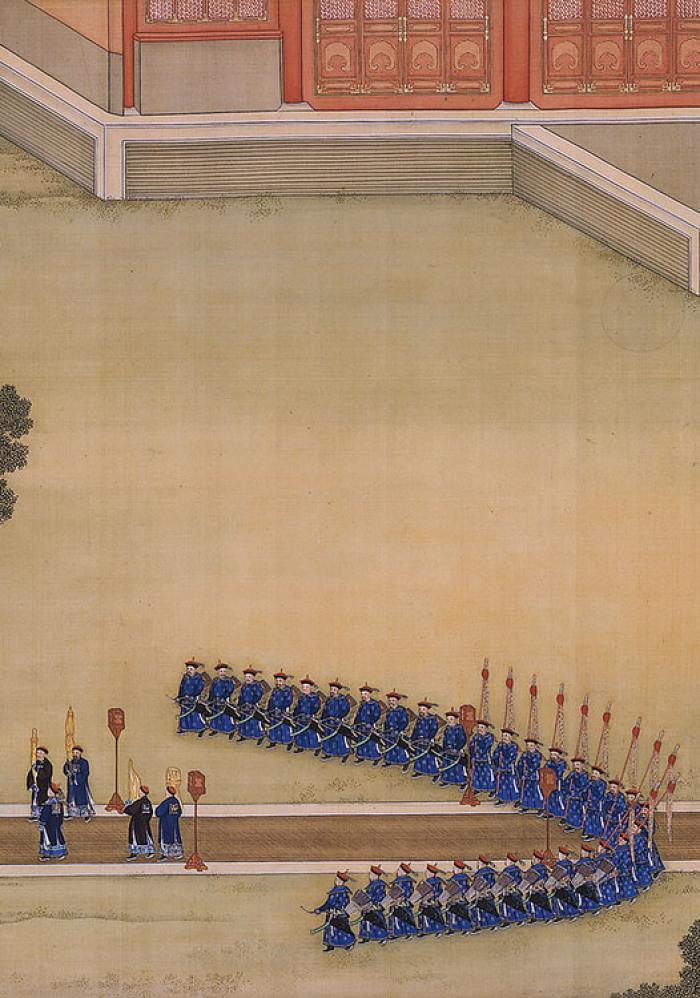
《雍正帝祭先農壇圖》（部分）

雍正帝獲得隆科多的協助繼位，賴年羹堯平定青海亂事以穩固政局，然而後來因故賜死年羹堯、幽禁隆科多。雍正帝在位時期，針對康熙時期的弊端採取補救措施，以延續康雍乾盛世。他設置軍機處加強皇權，一度架空康熙年代的內閣，廢殺與他對立的王公並削弱親王勢力。注重皇子教育，採取秘密立儲制度以防止康熙晚年諸皇子爭位的局面再度發生。將丁銀併入地賦，減輕無地貧民的負擔。為解決地方貪腐問題使火耗歸公，耗羨費用改由中央政府計算；設置養廉銀以提高地方官員的薪水。
對外方面，於1727年與沙俄簽訂恰克圖條約，確立塞北疆界。
雍正元年，雍正帝採納監察御史年熙的主張，認為「壓良為賤」的賤戶制度是明朝的弊政，應當革除，於是開始著手廢除賤戶制：「先後下令廢除山西、陝西樂戶的賤籍，『改業為良民』。廢除浙江紹興惰民的丐籍。」雍正五年下令將「年代久遠，文契無存，不受主家豢養」的部分伴當、世僕准予「開豁為良」。雍正七年下令廣東一帶的疍戶可以「與齊民一同編立甲戶」。此外，江西的棚民，蘇州一帶的丐戶也先後被削去賤籍，最終廢除了存在中國一千多年的賤民制度。
雍正帝勤於政事，自詡「以勤先天下」、「朝乾夕惕」。他在位期間的奏摺大多由他親自批改，軍機處的諭旨也由他再三修改。他所親信的內外臣僚如張廷玉、鄂爾泰、田文鏡與李衛等人也都以幹練、刻覆著稱。他所派遣的特務遍即天下以監控地方事務，密摺制度至此完善，然而屢興文字獄箝制打擊異己（如查嗣庭试题案） 。雍正登上皇位之后，对骨肉同胞心狠手辣，刻薄寡恩，对待近臣也毫不容情，年羹尧和隆科多就是突出的例子。1735年雍正帝於工作時去世，其子弘曆繼位，即乾隆帝。

### 乾隆帝时期

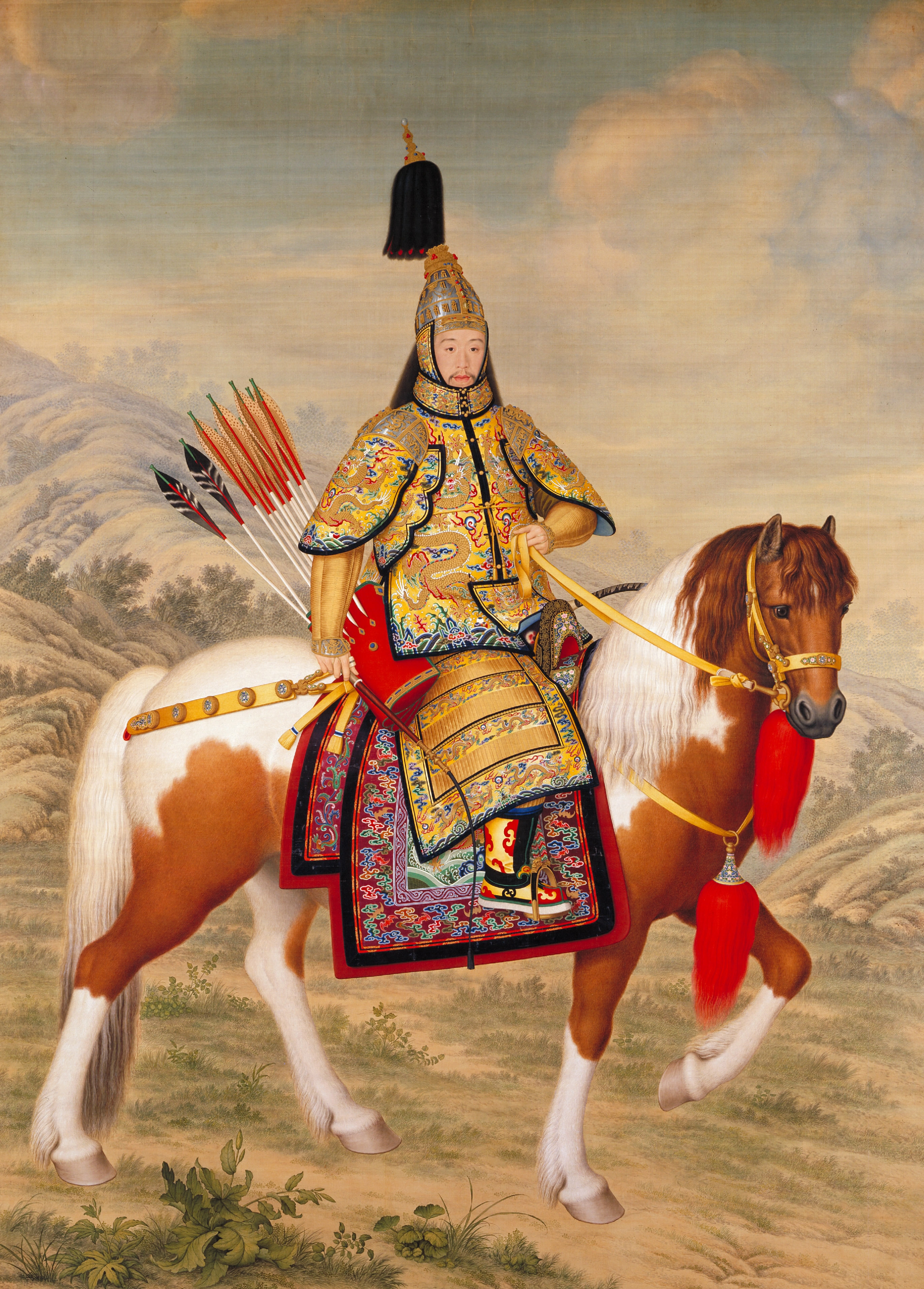
郎世寧繪乾隆帝南苑閱兵的《大閱鎧甲騎馬像》

乾隆帝繼位後獲得張廷玉與鄂爾泰的協助，穩定初期政治。他以「寬猛相濟」理念施政，介於祖父康熙帝的仁厚與父親雍正帝的嚴苛之間。人口不斷增加使乾隆末年突破三億大關，約佔當時世界人口的三分之一。江南與廣東等地的絲織業與棉織業都很發達，景德鎮的瓷器都達到歷史高峰。與此同時，銀號亦開始在山西出現。然而乾隆晚期多從寬厚，寵信貪官和珅，官員腐化使政治大壞；乾隆帝六次下江南安撫百姓、檢閱軍隊、視察水利、增加科舉以及免除税收。有學者認為六下江南之舉供張過盛，擾民有餘，亦有學者認為，乾隆六次南巡誠然耗資巨大，但相對於當時國庫收入而言尚在可承受的範圍之內。
在乾隆治下有許多書籍出版，例如《續三通》、《皇朝三通》與《大清會典》等史書，著名小說《紅樓夢》、《聊齋誌異》和《儒林外史》等，1773年，乾隆下令編纂《四庫全書》，與《古今圖書集成》成為全世界最龐大的類書，這些作品成為盛世的文化標誌。然而乾隆為維護統治却嚴厲控制思想，編書期間藉機割裂焚燬大量涉及反清的書籍，此外大興文字獄使如戴名世等人被株連殺害或者流放，一定程度上讓文人思想受到阻礙，遲滯文化的發展。
西方傳教士將中國文化介紹給歐洲人，引發18世紀中國風的热潮。歐洲人追崇中國文化、思想與藝術。到18世紀末，康雍乾盛世進入尾聲，歐洲人出現負面評價
英國馬戛爾尼伯爵批評乾隆獨斷專行、排斥異見、好猜忌以及過度防範身邊的大臣，但同時稱讚他豁達大度、本質善良、好讀書以及功業宏大令國家興盛：「皇帝（乾隆）天性豁略有大度，讀書解事理。性質慈善而篤信佛教。對於臣下恆持恕道，然有與之為敵者必窮治弗敕。又為國家興盛、功業宏大之故，處事不免失之躁急。每有無關緊要之事，皇帝意中以為不善者輒盛怒以臨之。怒則其勢洶洶不可扼制。性又多忌，不特為大臣者不能操縱事權。」 

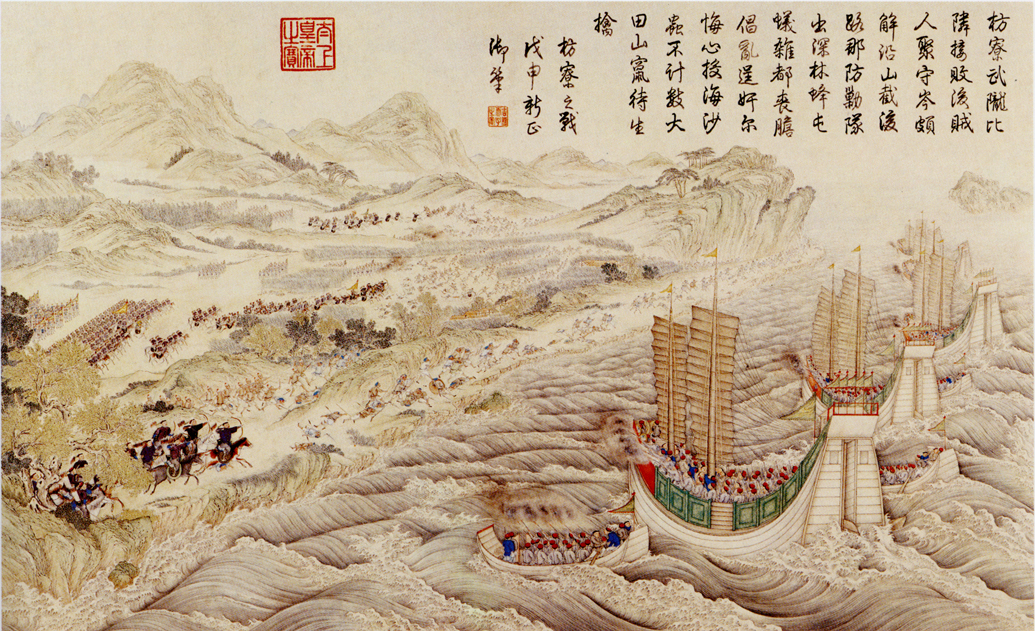
清乾隆《平定臺灣得勝圖》

對外方面，乾隆末年，尼泊爾的廓爾喀王國兩度入侵西藏。1793年，清廷派福康安與海蘭察領兵入藏，擊退廓爾喀入侵，不丹與哲孟雄（今錫金）亦為藩屬國，加強駐藏大臣的權力。期間緬甸貢榜王朝與清朝爆發清緬戰爭，清軍四次進攻皆失敗。1769年乾隆帝派傅恆、阿桂入緬未果，雙方最後停戰。1784年暹羅卻克里王朝派使朝貢，1788年緬甸為應付暹羅威脅，也派使朝貢。1789年安南發生西山朝統一後黎朝、鄭主與廣南國。清軍擊敗西山朝，護送黎帝黎愍帝復位，途中遭西山軍的伏擊而敗，史稱清越戰爭。西山朝阮惠遣使向清廷謝罪，清廷封為安南王。
乾隆期間清朝疆域達1470萬平方公里，東鄰朝鮮與琉球國也早就成為藩屬國之一。只有德川幕府統治的日本處於鎖國時期，與清朝一度來往甚少。但幕府第四代将军德川家纲（1651年至1680年在位）时，开始与清朝进行文化交流。他与他以后的几代幕府将军都十分尊重中国，称其为“上国”。日本朝野對清朝康熙、乾隆兩帝相当崇敬，对中国文化非常重视。乾隆帝以十全武功自譽，他平定準噶爾與回疆大小和卓之乱，使四川、貴州等地繼續改土歸流，雖維護了國家的領土完整，但多起的戰事令國庫日益損耗，讓清朝國力不支。中後期之後，因太寵信和珅。放任貪污、人口擴張與發展過度，埋下了嘉道中衰的種子。加上貪官和珅等官員腐敗，官吏贪污，政治腐败，特别是地主阶级长期兼并土地，土地占有情况严重集中，无地少地的农民生活苦不堪言。於乾隆晚期到嘉慶時期陸續爆發民變。白蓮教於1770年代舉兵，後來又於1796年爆發川楚教亂，八年後被清軍鎮壓，領袖王三槐被處死。台灣天地會領袖林爽文於1787年發動林爽文事件，歷時一年多。1795年乾隆帝因為誓言禪位於子顒琰，即嘉慶帝。乾隆雖為太上皇，但依然「訓政」至1799年去世，嘉慶帝方得以親政。然而嘉慶帝未能解決弊端，清朝继續走向衰退。

## 疆域
乾隆二十四年（1759年），清朝平定新疆，讓北起自薩彥嶺，東北至外興安嶺，東含庫頁島，西至巴爾喀什湖地区皆納入清朝的版圖，形成了空前「大一统」的多民族国家。乾隆年間，香料群島的蘇祿上表求內附，乾隆帝以其險遠，不許。乾隆帝派明安圖等人兩次到新疆等地進行測繪，在《皇輿全覽圖》的基礎上，繪成《乾隆內府輿圖》。
台灣歷史學家呂士朋指出：「有清一代的最大貢獻，厥為對邊疆的經營，使得近代中國的廣大版圖得以真正鞏固而確定……雖清季衰世，列強交侵，尤其是俄國在1850年至1881年間，對我東北、西北邊疆鯨吞蠶食，但至民國元年（1912年）二月清帝退位之日，其遺留給中華民國的領土，仍廣達1120餘萬平方公里。此一對我民族的豐功偉業，即以漢唐盛世版圖相況，亦不能與之比擬。」。葛劍雄亦指出：「从秦始皇灭六国，开疆拓土，建立秦帝国开始，经过了近2000年，中国终于形成了一个北起萨彦岭、额尔古纳河、外兴安岭，南至南海诸岛，西起巴尔喀什湖、帕米尔高原，东至库页岛，拥有1000多万平方公里国土的空前统一的国家……这样的统一范围和程度是以往任何朝代从来没有达到过的。」

## 政治

### 内阁制度的变更
康熙汲取明朝的教訓，重建相似於宋代的丞相內閣體制，令内閣的權力與宋朝年代相近。在康熙年間內閣大學士的權力大約相當於宋朝的宰相。而由於無大臣互訐宦官亂政之事發生，所以內閣大學士的職掌能夠正常發揮，功能有「代閱章奏」，「票擬批答」，「贊襄機務」，「總裁實錄、史志」（例如明史就是交由多名滿漢大學士監修總裁官所纂修而成）等數項。
為了達到平衡心理的作用，在康熙晚年的內閣大學士中，經常在五至六人中保持一兩個南方人的名額，令南北地主共同參政。在康熙二十年（1681年）的內閣新加入的成員當中，有兩名滿人，四名漢人，而在四名漢人當中南人北人各半。此外，康熙亦重點選拔升遷較快的漢族士大夫，這些士大夫同時是內閣的候補成員。馬戛爾尼亦稱「中國政府的行政機制和權力是如此的有組織和高效，有條件能夠迅即排除萬難，創造任何成就」。

### 官员的选拔
前朝建國之初有部分地主文人不願仕官效忠新朝廷，為此採取自殺、自殘肢體、逃往漠北、隱居深山以及斬斷手指等方法，誓不出仕。為此朱元璋設立新刑罰，宣告「寰中士大夫不為君用」為罪行，殺害當時許多不願效忠明朝以及為新朝當官的學者，導致「才能之士，數年來倖存者百無一二，今所任率迂儒俗吏。」。而在康熙年間清政府容許有“反清”思想的學者嚴繩孫任命擔任官職，在任職一段時間後，嚴繩孫放棄“反清”思想，從原本的“不享無妄之福”到“九死從今總負恩”，後來甚至把康熙視為恩人。

### 君主专制
清初時期順治帝繼位及官員間的人事變動由議政諸王協商而生，後來康熙帝一方面則通過各種手段限制滿洲貴族的權力，如剝奪各旗王公干預旗務的權力，破除“軍功勳舊諸王”統兵征伐的傳統，削弱議政王大臣會議的政治影響等；另一方面提出要建立由皇帝個人獨裁的專制政體，希望「天下大權當統於一」，「天下大小事務，皆朕一身親理，無可旁貸。若將要務分任於人，則斷不可行」，亦表示「天下大事，皆朕一人独任」，康熙要掌管「用人之權」，以阻止朋黨的形成，免得鰲拜掌權時期「結黨專權」和「罔上行私」的情況再度發生，也為了防止不同派別黨派之間互相鬥爭。康熙帝確立的君主專制制度主要包括三方面：
1. 「用人之權」、「獎懲之權」由皇帝親自控制，不許臣僚干預；
2. 通過特務統治、密奏制度，對臣僚實行嚴密的監督和防範；
3. 反對朋黨，嚴防臣僚結黨對抗皇權。

錢穆認為中国从汉朝到明朝都是「士人政权」，政府大权都掌握在读书人「士」手里，而到了元朝和清朝却改变了，並引據鄒容的《革命軍》指中国由「士人政权」变为「部族政权」，蒙古人和满洲人变为中国内的特权阶级或特殊分子。錢穆亦認為清朝政权始终是维护和偏袒满洲人，须满洲人在后拥护，才能控制牢固。而清朝的政治，制度的意义很少，法术的意义多，又認為清朝政府发布最高命令的手续非常不合理，比如「寄信上谕」是清朝特有的，不按照中国向来的程序，而是直接由皇帝军机处寄给受命令的人，旁人都不知道。此外，錢穆認為清朝以前從外送到朝廷的公事都是先送到六部，而皇帝拿出来的公事也一定要由六部先過目，有關教育也一定要经过礼部過目，不能由是皇帝私下决定，而清朝却相反。清朝六部虽然沿袭於明朝，但是权力大大缩小，六部尚书更不能直接对部下发命令，而六部尚书也不是行政首长。六部无权限可操作，权力便集中到皇帝手中，同时清朝还要求满汉分开，有一个漢人尚书，就必须有一个满洲尚书。
錢穆又認為中国政治的极端专制主义始于秦，但是以后经过各朝各代，君主的权力受到一定程度的约束，而以知识阶层为主体的士大夫得以在各种社会生活中广泛参与国事，所谓「皇帝与士大夫共治天下」。明末士人尚有结社议政的风气，清人入关之后，在政治上，清朝禁止读书人上书建言、结社订盟、自行刊刻文字，对于读书人的言论、集会、出版自由，全部禁止。他認為历代中國朝代都奖励民間公开发言，只有清朝不允许，在清朝除了六部尚书和侍郎以外不论什么人都不许向皇帝讲话，一直得到中央重视的翰林院等到了清朝也不准专折言事。在地方上，只有总督、巡抚、藩台、臬台可以向政府讲话，其他的府县均不可。在地方上，清朝也不允许民间有公开发言权。在顺治五年立在府学、县学明伦堂里的卧碑就足可以证明。在当时府学、县学都有明伦堂，清朝在每一个明伦堂里都设置一个石碑，而这个石碑不是竖立的，而是横躺在那里，所以叫「卧碑」。在卧碑上有三条禁令：第一，生员不得言事；第二，不得立盟结社；第三，不得刊刻文字。
徐復觀指出「士人政权」說法並不正確，他表示政府的性質必須就權力根源之地是由誰來運用而言，通過二十四史一直都現代，都證明凡是站在平民的立場進入到仕途的人地位愈高，與皇帝愈接近，其命運性的困擾、艱難必定來自專制的機構與專制的觀念。他亦指出錢穆對專制下的必然產物例如「外戚宦官」和漢代統治者的暴行視而不見，以及把中國「歷史中成千上萬的殘酷地帝王專制的實例置之不顧」，同時引據「報任安書」指出凡是皇帝親自交下與皇帝自己有關的案子，承辦的官吏決不敢問是非。
此外，在清朝公然反對官方統治哲學的理學且說出「亂之本，鮮不成於上」的戴震、反對專制思想的袁枚、著書批評君權的唐甄、一道反朝廷的黃宗羲以及顧炎武等清代學者，從來沒有被治罪。
新清史學派認為，滿人採取的政治制度在明代的基礎下有所創新。比如軍機處就從帶有臨時性的純粹軍事咨詢組織轉變成了一種常規的政治治理機構，由此提高了統治效率。密折制度的建立完全改變了君臣之間相互溝通的傳統方式，使得君主控制臣下的能力大大增強。八旗駐防各地使漢人人口佔絕大多數的城市染上了頗為濃厚的異族色彩。內務府的設置與運行，嚴格了宮廷內部的禮儀規範，與明代的內廷制度有了本質的區別，宦官外戚干政的現象也由此完全絕跡。
哈佛大學歷史學家、漢學家孔飛力以「叫魂案」為例，指出「清代皇權並非真正意義上的獨裁，皇權與官僚制度存在不穩定的依存關係，皇權必須隨時提防來自官僚制度的惰性威脅」。中國歷史學教授高王凌在也提出過相似的概念，清代官僚對於皇權只是在表面服從的前提之下，在暗地裡卻幹著只可意會不可言傳的貓膩行為，從而將皇帝的意志「反過來」，指出清朝皇帝的權力並非無限。

### 反腐
清初朝鮮燕行使記載，與明代漢族官員相比，清代滿族官員相對比較廉潔，當時燕行使臣對明朝官員的貪婪記憶猶新，在《朝天錄》中有大量明末地方官員向燕行使臣索取賄賂的史實。1623年，朝鮮使臣趙濈曾說「人情賫來支持極為浩大」，忠心於明朝的朝鮮三學士之一洪翼在1624年出使明朝時深感「中朝貪風大振」，並對此「尤為痛骨」，然而在清初燕行使臣的記載中卻幾乎沒有類似的情況。1668年出使的朝鮮使臣朴世堂提到了「漢俗之貪詐」，1690年出使的徐文重說「清不貪，清人性本善良」，又指明人向燕行使臣的索取賄賂之事在清代則「……絕無是事。寧謂不如諸夏之無也耶」，當時一些燕行使臣對清朝有好感，主要原因是因為清代官員比明代官員廉潔。
清代是中國史上惩贪力度较重的一个王朝，康熙帝表彰清官、雍正帝实行耗羡归公，高薪养廉，而乾隆帝则屡兴大狱，惩治手段绞斩徒流无所不用，涉及犯官之多、打击面之广以此时为最。康雍乾三帝的惩贪政策保证了盛世的产生和延续，但整體而言是屡禁不止，原因之一是由於皇权专制造成皇帝执政过久、崇尚奢华、执法不一。专制主义官僚体制造成的官吏无耻、庸碌、拜金，社会风气的虚糜浮华等都影响着惩贪的彻底。康乾盛世不乏惩贪的手段，却缺少相应的防贪的制约机制。
康雍乾隆三朝的监察制度是缔造康乾盛世的制度保障，其在康乾盛世得到了较好的发挥和一定的发展，为康乾盛世创造了相对廉洁的官场环境，并为盛世反腐构筑了一道监察防线。清初的统治者为了维护他们的统治地位，采取了一系列的反腐廉政措施，然而他們采取的措施並沒有從根本上消除腐败现象。

## 军事

### 發展
清朝火器的製造和質量技術於晚明開始超越前朝：「火器原為中國（明朝）長技...但所為長技者，已為奴有」；當今清人鑄百炮而有餘，我鑄十炮而無力」。在皇太极時期，統治者命令軍隊建造當時最先進，最具殺傷威力的武器—紅衣大炮，並且將單一的騎兵兵種，改建成一支騎兵、炮兵與步兵多兵種的軍隊。康熙二十七年（1688年），康熙皇帝有感于火器的威力巨大，遂正式成立火器营。设鸟枪护军参领16人，鸟枪骁骑参领24人，分别作为统领官。在清軍与准噶尔汗国首领噶尔丹的战役中，清军就是以鐵心火炮、子母火炮猛轟噶爾丹的“駝城”战术而取得重大胜利。隨行的傳教士張誠記載：「每個火槍手營地前，放著八門火砲，我們曾帶到尼布楚去的砲也是這種，其中有兩門較大的野戰砲，從外表看，做工精細，上面還鍍有金色；還有兩門小型臼砲，共計有六十四門小型野戰砲，八門壯觀的中型砲和八門迫擊砲。」。
乾隆中期以后，火器营的建制确定为，设掌印总统大臣为首领官，总统大臣负责营务，此职从王公、领侍卫内大臣、都统、前锋统领、护军统领中选任。清朝所有禁卫军，都有扈驾的职责，火器营也不例外。皇帝出宫祭祀或巡游时，火器营也派出士卒随行。清宫兵器火器营的训练，从每年七月持续进行到次年四月，每月逢四逢九日演炮，逢二逢七日演鸟枪，逢六日校尉。每年春秋两季定期在安定门外的禁卫军校场会操。每年秋后，火器营还在卢沟桥演放子母炮。
從烏蘭布通之戰中可看出清軍相當重視火炮的應用，該戰役的勝利幾乎完全是通過火器和精銳騎兵相互配合從而取勝的。清朝的火器與騎兵既能夠合力並戰，也能夠各自為戰，野戰騎兵制勝，攻堅則靠火炮轟開缺口，騎兵衝擊，防守則深溝高壘用火器吸引敵軍猛攻，騎兵側後包抄。靈活而有威力的火騎配合，才打下了清朝偌大的一個江山。到了乾隆後期，清朝疆域已經十分穩定，清朝逼沙俄，平噶爾丹，定台灣，並西藏青海，周圍已無敵手，於是文恬武嬉，火器方面的研製也漸漸荒廢起來，於是本來在明朝就已經落後於時代的中國火器就開始更加落後於世界。

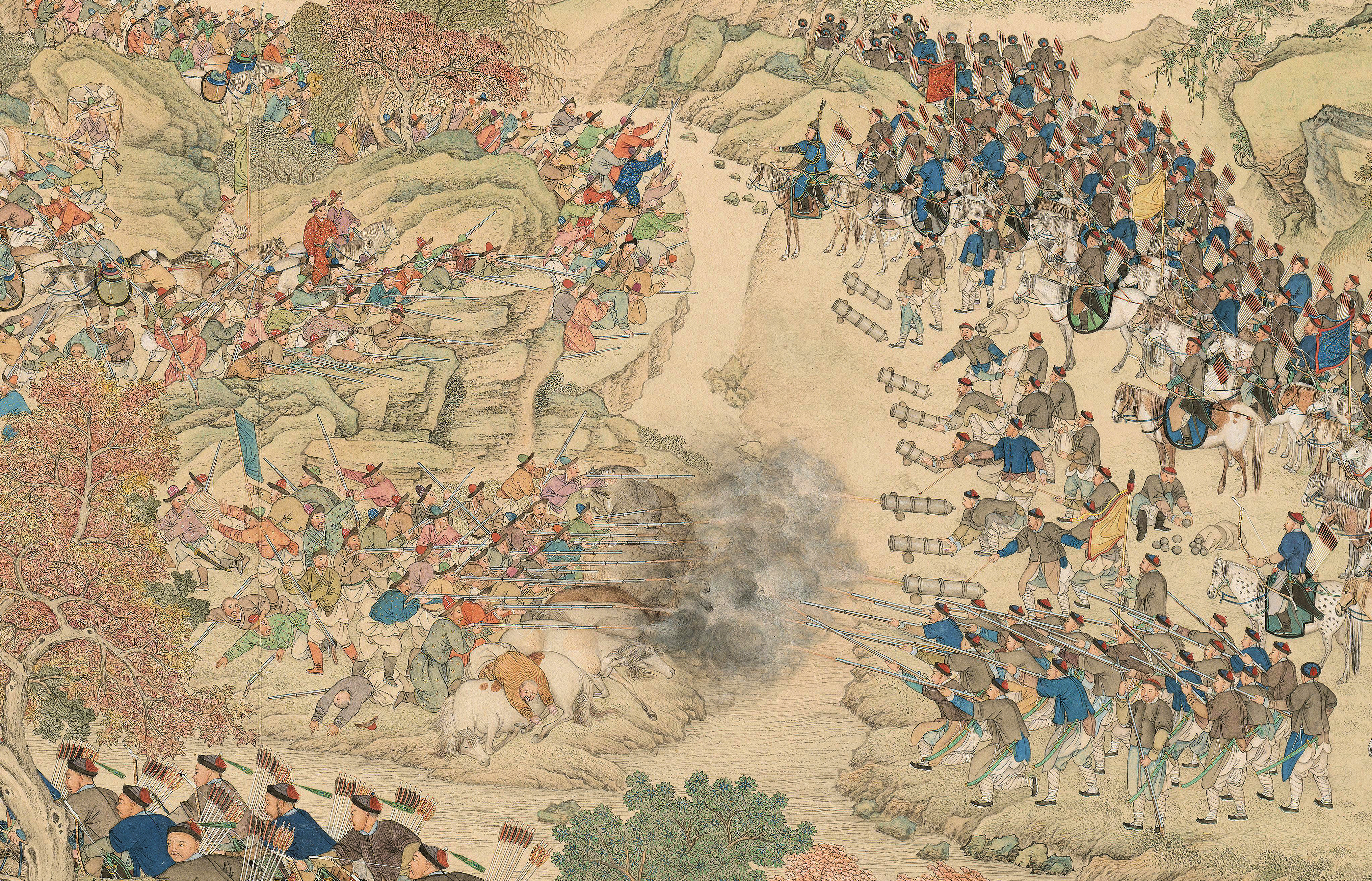
清軍在平亂戰爭中使用大量火器。

清朝有不少关于火器的著作，为平定三藩之乱，康熙特命比利时传教士南怀仁制造适应南方地形特点和便于战场上机动使用的火炮。南怀仁“依洋式铸造新炮”，并进呈《神威图说》一书，介绍了西方的制炮理论和方法。在康熙十四年(1675)至康熙末年四十余年间，仅中央政府就督造或改制神威无敌大将军、金龙炮、制胜将军、威远将军等各型火炮近千尊。不但数量多，而且种类也不少，乾隆二十一年(1756)颁行的《钦定工部则例造火器式》载有各种火炮共85种，同年的《皇朝礼器图式》中鸟枪，红衣炮，子母炮这三样火器成为了制式武器。其他的著作分別有薛熙撰的《练阅火器阵纪》，沈善蒸撰的《火器真诀解证》，王达权、王韬同撰的《火器略说》，薛凤祚撰的《中西火法》，陈旸撰的炮规图说以及董祖修撰的《炮法撮要》等。
在康雍乾年間的民間亦有大量火器流傳：「粵人善鳥槍，山縣民兒生十歲，即授鳥槍一具，教之擊鳥」，甚至有鐵匠私造火器在京城一帶售賣：「西城察院移送王四私造鳥槍一案。查王四開設鐵鋪，向系打造官用鳥槍。該犯希圖獲利，私造線槍十餘桿。查驗線槍，系挺長塘細，僅可灌貯鐵砂，堪以打雀，與軍械鳥槍身短，能容鉛丸者不同」。對此清朝廷一直以來都有所禁止，但往往不了了之：「鳥槍為軍營利器，是以前經降旨，令各督撫實力嚴查，毋許私鑄，其民間舊有者，曉諭呈繳，並令年終匯奏一次。乃連年以來，並未見各該督撫實力遵辦。」

### 晚期狀況

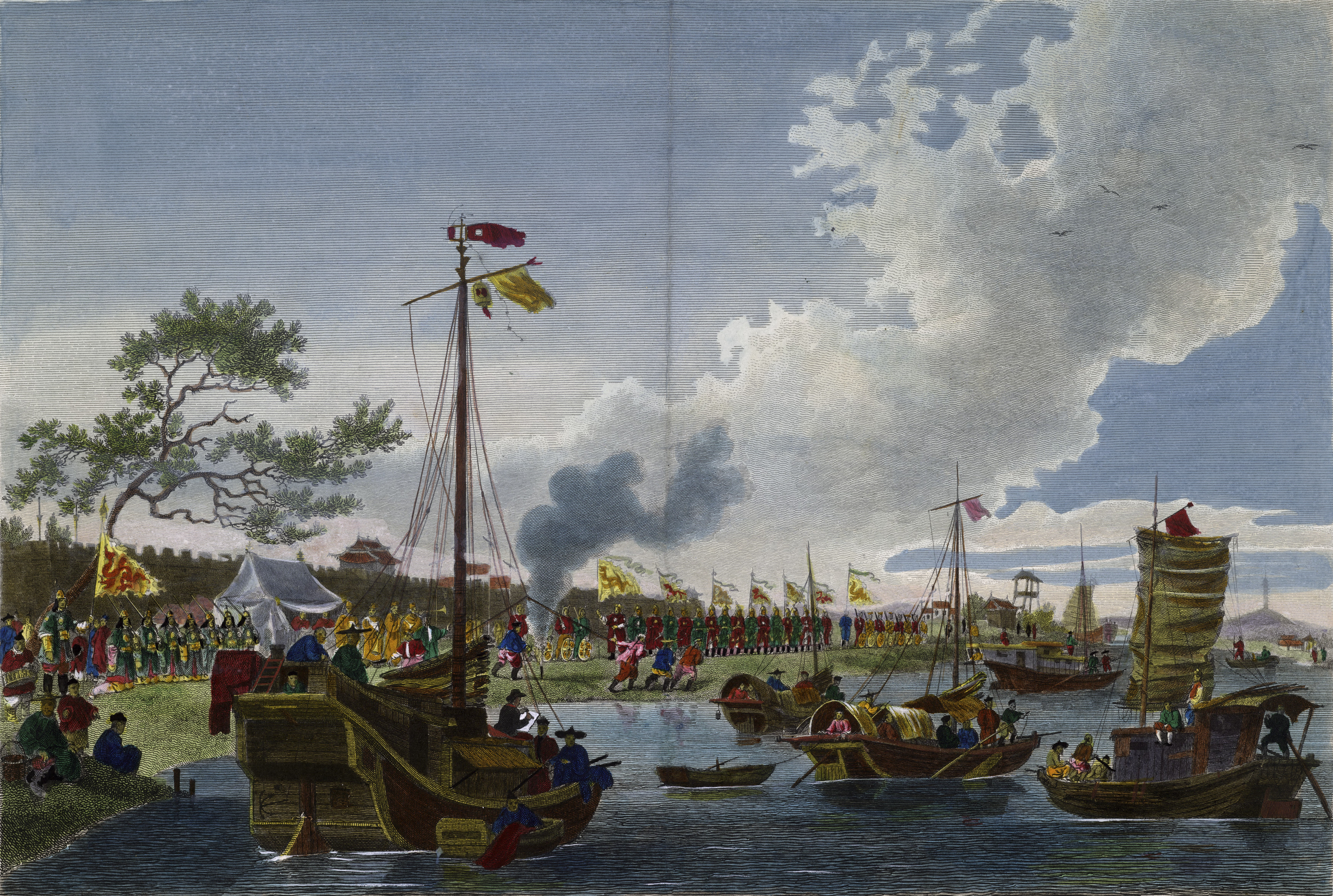
馬戛爾尼使團在鎮江時清軍舉行歡迎操演。

在大规模战争结束後，清政府军队逐步腐败，训练废弛，装备落后，军事实力远远落後當時的西方国家。乾隆帝后期阅兵，所见的却是“射箭，箭虚发；驰马，人堕地”的局面。
马戛尔尼使团在镇江时清军举行了欢迎操演。马戛尔尼发现，清方城墙濒临坍塌，士卒衣冠不整，仗儀兵隊似乎缺乏訓練，主要装备还是弓、箭、戟、矛、剑之类的冷兵器。寥寥几支落后的火枪，也已破烂不堪。他断定：“中国社会已经被卡住无法前进”，“它的繁荣已经结束”，“在这里可以轻而易举地登陆”。马戛尔尼带来的卫队，进行表演英方炮兵装备，然而清廷不屑一顾，拒不观看卫队的操练和武器展示，皇帝和大臣们对英方的科技反应冷淡 。另一方面，馬戛爾尼在日記裡記載了清軍的整齊行裝：「又有兵丁一大隊，數在五百、一千之間，向吾行迎接之禮！此兵隊衣服極整齊，軍械亦極鋒利！」。
美國歷史學者馬世嘉（Matthew Mosca）指出，在馬戛爾尼到訪中國的同時，清方逮捕了一個廓爾喀族間諜，清朝從名該間諜了解到英國東印度公司獲得了印度孟加拉邦的統治權，乾隆已意識到英國會對喜馬拉雅山外造成威脅。
英國牛津大學歷史學教授沈艾娣（Henrietta Harrison）指出，乾隆對英使的首次訪華，感受到的是英國對清朝的威脅，乾隆認為必須加緊增強軍事防禦，而非盲目自大和對外交禮儀斤斤計較。經過研究及分析600份軍機處、宮中檔、內閣、內務府文件後，沈艾娣指出只有一兩份文件與「磕頭禮儀」有關，在馬戛爾尼離開北京時，乾隆頒布了大量加強軍事防禦和防止英國襲擊中國的文件，下令各地嚴守海防口岸，做好防禦的軍事準備，特別在舟山和澳門提前備兵，以避免兩地被英國人佔領。乾隆還下令，由於英國人可能會對中國發起進攻，故需要減稅；清朝所有的尤其是廣東的稅務官員都要嚴格按照規定收稅，不准敲詐，不可以對大量的英國商船提高稅率，以避免給英國藉口進攻中國。其餘的信件，則是關於各地政府如何做好軍事防禦。
據記載，在鴉片戰爭期間，英軍火器的威力被一些清朝守軍看成了妖术，军舰则被目为怪物，有广州守将甚至用“驱邪”的马桶、秽物等對付英軍。亦有文獻記載在英國軍隊稱讚過清朝的火炮，對中國火砲頗有畏懼之感，在英方的記載中可屢見其驚呼中國炮火「猛烈」、「厲害」等字句，並稱讚中國的許多火砲都「造得很好」，中國的火砲技術在19世紀以前並未落後於西方，但由於18世紀末以後歐洲在爆炸彈方面取得重大的技術突破，遂使鴉片戰爭時的雙方火砲技術存在某種實質性的差距。歷史學家彼得·佩德（Peter C. Perdue）評論，清朝建立了史無前例的霸權，幾乎不會受到外來侵害，也正因為如此所以沒有在和平時期進行軍事創新。也有學者研究指出，亞洲地區的印度半島和鄂圖曼帝國，也是在這個時期大幅度落後於歐洲。

## 经济
康乾盛世时期的农业、手工业、贸易、城市发展等，都曾达到世界先进水平。从农业来看，不论是当时的人口数量，还是耕地面积，都远远超过了以往的历史时期。从手工业来看，也有了相当程度的提高。生产规模扩大，手工作坊、手工业逐渐增多。市场也有了一定的发育。对外贸易急剧增长。主要出口商品有茶、丝、土布，尤以茶叶占第一位。康乾盛世时期政治开明、解除禁令促进了这一时期商贸发展，推动了市场体系、民族贸易、对外贸易的发展，促进了商业资本向产业资本渗透，为民族商业资本成长奠定了基础。

### 农业
清朝糧食產量比明朝萬曆时期增長了一倍，並且遠超过以往的历史时期，在康熙二十四年期間，全国共有耕地六亿亩，到乾隆帝去世，全国耕地约为10.5亿亩，全国粮食产量则迅速增至2040亿斤。当时随英国马戛尔尼使团来中国的巴罗估计，中国的粮食收获率高于英国，麦子的收获率为15：1，而当时的欧洲，粮食收获率居首位的英国也仅为10：1。法國漢學家谢和耐指出：「中国农业于18世纪达到其发展的最高水平。由于该国的农业技术、作物品种的多样化和单位面积的产量，其农业看来是近代农业科学出现以前历史上最科学和最发达者。」 。
清代在全國範圍出現高複種指數並且在中國歷史上從未有過的大變化。從清以前的一年一熟制，發展成了二年三熟制，一年二熟制，一年三熟制。耕作制的發展遍及黃河中下游、長江中下游和閩廣地區，是一種全國範圍的變化。與其他朝代相比，清代處於亩产量最高的一个历史时期分别比汉代增加了41.6％，比唐代增代11.9％，比明的亩产量高了8％：
- 秦汉：亩产量为264市斤／市亩
- 唐代：334市斤／市亩
- 明代：346市斤／市亩
- 清代：374市斤／市亩

清朝的經濟作物种植面积也逐漸擴大，促进商品经济的活跃。棉花在清朝已是十分重要的经济作物，其產地遍及全国，其中江苏、浙江、河北、河南、湖北、山东等地都是著名的产棉区，甚至连农业发展较晚的奉天，也成了外输地区之一。產棉量以河北保定一带，长江中下游的松江、太仓與通州一带，以及上海等地最大。清朝的手工業也在康熙中期以後逐步得到恢復和發展。至乾隆年間，江寧、蘇州、杭州、佛山、廣州等地的絲織業都很發達。江南的棉織業、景德鎮的瓷器都達到了歷史高峰。民间手工业興盛，例如云南民间炼铜場十分發達。瓷器制作技术改进，產量也大幅提升。例如江西景德镇瓷窑所烧造的御瓷产量在雍正六年（1782年）时，一年之中生产了十数万件御器。玻璃制造有较大的进步，清宫玻璃厂能生产透明玻璃和多达十五种以上的单色不透明玻璃，造型也丰腴美观。丝织技巧也有了新的提高，出产的重要提花品种有妆花纱、妆花缎、妆花绢等。当时的棉织业以松江最为发达，技术最好，而染色、踹布业则以芜湖、苏州为最先進。
閔宗殿认为清代亦是中國传统农学的高度发展时期，中国历代所编著的农书共714部，其中清以前的二千一百多年间编著的农书为231部，清代267年，编著的农书为483部，为清代以前农书数量的2.09倍，清朝治理及研究蝗蟲的技術亦相對比較發達。
關於农具以及农业劳动生产率方面，清代在农具方面沒有多少发展，使用的主要是明代以前创造的传统农具，明清兩代的農書如明代的《农政全书》和清代的《授时通考》所收的全是元代《王祯农书》中的农具和农业设施，並沒有什么創新。清代出了一部新的农具书叫陈玉璂《农具记》，所收的农具也都是元代《王祯农书》中所收的农具。清代的土地生产率是雖然較高，亩产量超过了历史上的任何时期，但农业劳动生产率却相對較低。

### 手工业
康乾盛世时期中国瓷器发展发展到了顶峰，取得了相当高的艺术成就，瓷器上绚丽多彩的装饰纹饰，表达出丰富的民族文化内涵，是现代瓷器吸收借鉴的源泉。
清末時任中國海關總稅務司的英國人赫德曾感嘆說：「中國有世界上最好的糧食——米，最好的飲料——茶，最好的衣料——絲、棉和皮毛。既有這些大宗物產以及無數土製副產品，所以他們不需要從別的地方購買一文錢的東西。」雖然乾隆晚期（18世紀後期）英國已發生工業革命，但初起步的工業文明比起已十分成熟的中國手工業相比力量未顯。康乾時期的外貿大幅出超，是手工業產品領先工業文明的最後輝煌時期。在絲棉織品的水平方面，清朝絲織工藝比明朝大有發展，而且發展出不同的地方體系。全國絲織業的中心仍是江南的南京、蘇州、杭州，廣東也生產絲綢，而且有對外通商的地利。絲綢不只是在中國國內富有者的消費品，也是外商的熱銷貨。當時的民謠：「洋船爭出是官商，十字門開向二洋，五絲八絲廣綴好，銀錢堆滿十三行」講述了當時廣州十三行出口絲綢的盛況。
《全球通史》指出：「城市手工業如棉紡織業，製陶業等也已從17世紀三四十年代經歷的蕭條陰影中走出來，得到了恢復和發展，甚至還超過了以前的生產水平。」亦指出在17世紀末，紡織業，製陶業，製鹽業和礦冶業也取得了重要的成就。同時提及：「這些可觀的經濟變化產生的大量財富使中國仍然分化劇烈的社會出現了差距縮小的趨勢，也使得僅憑人的著裝來判斷他的社會地位變得更加困難。」

### 商业

#### 货币
清朝货币大体上採白銀與銅錢並用的銀銅雙本位制，大数用银，小数用钱，但银的地位更见重要。因海外貿易發達，白銀大量從國外輸入，康雍乾盛世流通的外国银元除西班牙银元外，还有葡萄牙银元、威尼斯银元、荷兰银元、法国银元等。

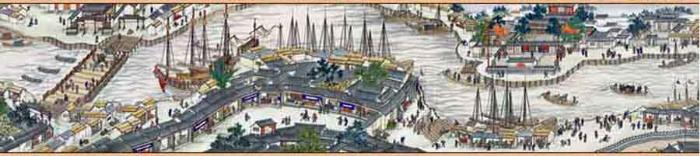
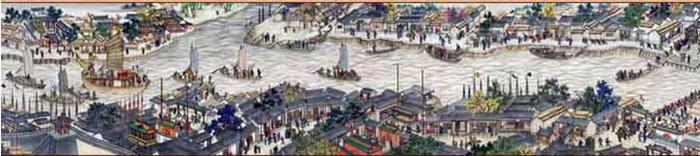
清代《潞河督運圖》（局部），清代畫家徐揚所繪反映蘇州城的繁華盛況。

#### 外貿
法國漢學家杜赫德指出，在清朝的統治下，原本閉關鎖國的中國逐漸向外界開放，並維持著國內、近鄰貿易以及歐洲貿易。甚至說全歐洲的貿易量都無法跟巨大的中國貿易量相比 ，並且說中國的各個省份有如歐洲的各個王國，各自擁有自己豐富且多種多樣的特產進行貿易，而且這傾向於聯盟保護的形式，在所有的城市裡也一樣，以至官員們在商業界裡都擁有自己的股份／分成，他們當中有部分人會將他們的金錢委托給值得信任的人打理以保證他們的資產在商業往來中取得成果，連平民百姓也可以從商業貿易中得益。同時記載了清朝市集的繁華程度和中外商家的貿易情況，並稱中國商人在交易時都很誠實。
中西贸易在乾隆年间获得了相當的发展，英国每年要从中国进口2300万镑红茶，这些茶叶带来的茶叶税，为英国王室提供了十分之一的收入来源。与此同时，每年有3000万两白银流入中国。
《全球通史》裡對明清兩朝對外貿易作出了比較，認為明朝在「下西洋」後荒廢了中國的海上贸易：「16世纪初，明王朝实行了闭关政策。明初，朝廷曾进行大规模的『下西洋』活动，这是明王朝自信力的标志。但这时，远洋探险已告结束。一度引以为荣的中国舰队成为停泊在沿海的一堆废物。海上贸易逐渐让给了外国人。而土耳其人和蒙古人则继续占据着通往中亚大陆的陆上商路。」，而在康熙年間中国的对外贸易出現了急剧膨胀和发展。主要的出口商品被集中在南方的广州口岸，大量的茶叶、丝绸、棉布、瓷器和漆器经这里运往欧洲销售，18世紀時期中國海外貿易的鼎盛一度令荷兰东印度公司產生危機感。
在海外貿易方面，史學家黃啟臣批評「清朝海外貿易萎縮停滯，比不上宋明兩朝發展」的說法缺乏計量根據，並且指出在清朝乾隆十年間四港貿易額是明朝最高時期的三十五倍，僅廣州一地，貿易額就是明朝全部貿易最高額的十餘倍：「雖有10年的『南洋海禁』和乾隆二十二年(1757)撤銷閩、浙、江三海關貿易的阻礙和影響，但中國的海外貿易並未因此停頓或萎縮，而是以不可抗拒的勢頭向前發展，其規模和貿易總值遠遠超越前代，達到了新的高度。」他亦比較不同朝代在海外貿易的發展與成果：「萬曆二十二年（1594年），是全國海外貿易稅餉收入最高的年份，共29000餘兩，按當時的稅率為一兩徵稅二分推算，這一年海外貿易商品總值約為100萬兩。而乾隆十年（1745年）四港貿易總值達到36571777兩，比明代的最高年份增加35．5倍。」「就以粵海關一處的貿易而言，雍正七年（1729年）的貿易值為11105800兩，比明代的最高年份也增長10．1倍。」他亦以宋代作比較：「宋代海外貿易商品總量值未見統計，南宋趙構說：『市舶之利最厚，若措置合宜，所得動以百萬計』來推算，那麼南宋的海外貿易商品總量值也不過500萬兩而已，這還達不到雍正七年（1729年）粵海關貿易值的一半，不足道光七年（1827年）粵海關貿易值的十分之一。」 

### 经济总量
康熙年代中國國庫從康熙十一年（1672年）的銀1810万兩，上升到康熙五十八年（1719年）的銀4737万兩；晚期，由於出兵定西藏、屯重兵于青海以防准噶爾的因素，令庫存三年連續下降，到了康熙末年（1722年），國庫為銀2716万兩，錢138598串。另外在乾隆元年（1736年）國庫為銀3396万兩，到乾隆末年（1795年）為銀6939万兩，錢38串。
盛世之后，中国的国内生产总值占世界的三分之一，美国学者肯尼迪在《大国的兴衰》一书中指出，當時中国的工业产量，占世界的百分之三十二；即使是工業革命之後，亚当·斯密说：“中国和印度的制造技艺虽落后，但似乎并不比欧洲任何国家落后多少”。当时虽然中国经济是世界第一，但这只是生产总量第一，而非人均。从人均来讲，英国、法国已经走在前面。
清朝的賦稅很輕，以總額而言，17世紀末期的英國人口為500萬，稅收每年達700萬英鎊，折合約銀二千餘萬兩，和人口為30倍的中國大體相埒，相比之下當時的中國是一個賦稅很輕的國度。康乾時期又對外積極擴張用兵，同時大興各種工程，但國家每年的財政都有盈餘，國庫儲備銀也逐年上升，充盈的國庫是大幅度免除賦稅的重要物質保證。乾隆認為：「天地只此生財之數，不在上，即在下，與其多聚左藏，無寧使茅檐蔀屋自為流通。」即與其將財富積聚國庫，不如讓它流通於民間，藏富於民，才能促進經濟、社會的發展，因此康乾時代才能在對外積極擴張、對內大興工程的同時卻不增加賦稅和人民的負擔，因為國力強盛，扣除軍費和工程費的開支，國家財政照樣有盈餘。
康乾時期的中國不僅是東亞的貢貿易體系的中心，而且在整個世界經濟中佔據支配地位。中國在世界經濟中的這種位置和角色的現象之一是，它吸引和吞噬了大約世界生產的白銀貨幣的一半，這些白銀是促成了16世紀至18世紀明清兩代的經濟和人口的迅速擴張與增長，該成就直接緣於中國經濟和中國人民在世界市場上所具有的巨大、不斷增長且其他地區都望塵莫及的生產能力、技術、生產效率、競爭力和出口能力。直到19世紀40年代的鴉片戰爭，東方才衰落，西方才上升到支配地位。

## 文化

### 文化成就
自康熙帝以来，清政府进行了大规模的图书编纂，例如《古今图书集成》是由福建侯官人陳夢雷所編輯的大型類書，共有一萬卷，目錄四十卷，约一億七千萬字，萬餘幅圖片，引用書目達6000多種，是現存最大部的類書和中國固有文化的寶庫，被稱之為「康熙百科全書」。同时康熙年间修订的《康熙字典》，是中國古代第一部收字最多、規模最大、價值最高、影響最廣的大型漢語字典，成為了中國辭書史上的一座豐碑，對中國辭書編纂史具重大意義。而乾隆年间修订的《四库全书》是中國歷史上規模最大的一套叢書。另外，清朝还诞生了中国古典章回小说的巅峰之作《红楼梦》，具有高度思想价值和艺术价值。而清朝的《儒林外史》和《夜谭随录》等也是中国古典文学的重要作品。
18世纪初，在康熙帝主持下，清廷从事两项巨大的科学工程。一项是《律历渊源》（1713—1722年），介绍了中国和西方音乐各种理论、乐器制造、天文历法以及西方的数学与中国的算学；另一项是用近代科学方法绘制了第一幅详细的中国地图（1708—1719年）。
康熙時期大量編印中國古籍以及用滿文翻譯漢文經書，而在中西文化交流上，雙方的交流內容包括西方天算、醫學、生物、史地、藝術、宗教，中國的歷史、語文、經學、藝術，乃至於堪輿、風水等等也傳到了西歐，然而由於東西雙方由於國情文化的背景不同，加上政治功利的因素，雙方都不是全盤接受，而是有功利選擇性的吸收。以西歐而言，社會上儘管流行「中國風」、「羅科科」，但對中國的價值現觀、社會規範、思維方式等等了解不深，只有極少數人用中國的「理」來打擊宗教權威，也是不離功利的目的。另一方面，中國對於當時的西學，惟皇帝的喜愛、興趣為準，民間影響的不多，以致到禁教之後，人們對西學也很快的日益模糊。
另外，清初有才華的傳教士會被皇帝欣賞和重用，西方先進的科學技術也被推崇和應用。而在民間，民人與西方傳教士能夠互相交遊，西學在社會中得以自由傳播，亦指出分別由康乾皇帝敕輯的叢書－《古今圖書集成》和《四庫全書》亦收錄了傳入中國的西方科學技術。康熙亦曾經委派傳教士閔明我返回歐洲招募人才，希望增進中西方科技文化交流。
有學者認為康熙雖然重视科学，但得出的成果不如西方，亦有學者認為現今學界可以共信的一點就是康熙能放棄成見，虛心學習在當時還對中國人陌生的、被視為異端的西洋文化，並重用西洋人才，是促進中西文化交流的先驅者。康熙亦被評價是一名提倡西歐科學研究的人，認為「人們從他身上可以看到歐洲近代文明的曙光」，「他是滿族歷史的驕傲，也是中華民族歷史的傲驕」。
清代修《四庫全書》收錄並留存了在清朝期間已為數不多且近乎消亡的唐代文献，當時的四库馆臣認為「古书亡失，愈远愈稀，片羽吉光，弥足珍贵，是固不以多寡论矣」，因此抱著「有見必錄」的原則，体现了清人保存古文献意識的覺醒，另外，限于时代及环境的影响，清人对唐代文献的认识多少受到考据学思想的影响，具有一定的时代特征和局限性，但并不足以影响清人在唐代文献认识上的正确性及其对后人的启迪作用。清代亦是中国古代学术发展的集大成时期，清人在很多学术领域都取得了突出的成就，对前人文集的搜集和整理也不例外。比如清人整理宋人别集方面就取了很大的贡献和成绩。
曾經自稱有「排滿思想」的梁啟超卻對清朝二百多年文化發展有高度評價：「此二百餘年間總可命為中國之『文藝復興時代』，特其興也，漸而非頓耳。然固儼然若一有機體之發達，至今日而蔥蔥鬱郁，有方春之氣焉。吾於我思想界之前途，抱無窮希望也……」。對於《四庫全書》的貢獻，梁啟超亦對此有正面評價，並指出清朝盛行的輯佚學救亡了不少早已失傳的大量中國古籍：「吾輩尤有一事當感謝清儒者，曰輯佚。書籍經久必漸散亡，取各史藝文、經籍等志校其存佚易見也。」。

### 文字狱及高压思想

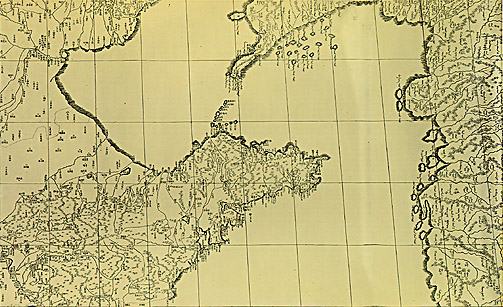
《皇輿全覽圖》中的山東半島、遼東半島及朝鮮半島

清朝初年，朝廷宣布禁止学者创立书院，纠众结社，表面上是不许“空谈废业”，实际上是不许“集群作党”。
有說法認為，有清一代，思想的禁锢前所未有。议论时政、撰写史书，往往带来杀身之祸。于是人们噤若寒蝉，思想上难以解放，更谈不上活跃。清朝的文字狱对中国的知识分子的精神伤害是非常大。特别是在清朝乾隆之後，中国的知识分子更决绝地放弃自尊和人格，为了功名利禄而贪污、腐化等现象在晚清时创了中国历史之最。除了文字狱以外，清人又藉编修《四库全书》等机会，大规模禁毁各类书籍数千种。
据统计清代禁书无论是在数量上还是次数上都远胜于明代，也远超于中国古代以往的任何朝代。其中，违碍书籍的数量是明代的约29.2倍，科举时文是明代的约27.2倍，剧本小说是明代的10.2倍，妖书是明代的约8倍，禁书总数为明代的约12.6倍。明代的统治时间为278年，清朝自天聪年间开始禁书，到道光年间，共224年，比明代还要少50多年，而其禁书的数量却比明代多了不止十倍。虽然这只是一个概数，但却能很直观地反映出明清两朝在禁书数量上的巨大差距。
《劍橋中國史》則指出，清代文字獄中禁止的大多數作品實際上一直都被保存下來，大多數遺失的作品也不在被禁之列。被列入禁書名單的書往往反而被認為有特殊價值，從而被小心地保存下來。禁令實際上是最有效的「廣告」形式。
儘管在康熙晚年發生過《南山集》案，但對於一些明朝遺民的反清思想，康熙帝在大部分情況下都以寬容的態度處理，一些著作例如詩僧函可的《千山詩集》、被指「違礙之處觸目皆是」的顧炎武所著的《顧炎武詩文集》和王夫之的《讀通鑑論》都陸續結集出版，在顧炎武的著作中記載了莊氏《明史》案以及自己如何以死相拒參加官修《明史》之事，當中以「北去（按原抄本作『胡裝』）三百舸，舸舸好紅顏」之類的詩句批評清初滿洲貴族的暴行，而王夫之則在《讀通鑑論》中說天下之大防有二，他認為「夷狄」乃「異類」，故「殲之不為不仁，奪之不為不義，誘之不為不信」，號召漢人起來反抗滿洲人的統治，然而他在當時都未予追究。晚明清初學者以及在其著作《留書》和《明夷待訪錄》中激烈批判清朝統治者的黃宗羲，一改其著作中《明夷待訪錄》之用中性干支紀年而採用清朝正朔。在黃宗羲晚年的詩文和書信中，讚美清朝的字眼不一而見。如稱清朝為「國朝」，稱清軍為「王師」，稱清聖祖為「五百年名世，於今見之」的「聖主」、「聖天子」，其統治為「王道」。」。以至有學者指出，進入康熙年間，江南大部分儒士態度逐漸轉變，放棄了反清鬥爭並且承認清朝統治的合法性，康熙朝以後，江南大部分儒士則逐漸放棄了反清鬥爭，轉而承認清朝統治的合法性，民族鬥爭漸趨回歸社會批判運動。
中國歷史學博士喻大华認為文字獄的影響事實上被誇大，他引用顾炎武的觀點指出考据学的重要性：「清代文字狱集中于雍乾两朝，但考据之风则倡导于清初。顾炎武针对明代学风空疏而在清初倡导经世致用，力行实学并大搞考据，深刻地影响了清代的学风。學者们受他影响而搞考据，而愈搞考据愈觉求真知之不易，愈觉考据学之重要，于是相与研习，蔚为风气。总之，一个时代学风的形成有着深刻的内在原因，无论把文字狱的作用如何夸大，它也只是外因，不能最终说明问题。」
用言語文字的方式反對現存政權的統治在中國歷朝都是嚴重的政治問題，明、宋以及統治相對寬鬆的唐朝也通過強制手段對號召民眾推翻現政權的人進行懲處。在18世紀，發生文字獄的年份大約三十年，且主要是集中在乾隆中葉。內容清楚和時間明確的文字獄總共有58起，若算上不確定的案件，至多不超過100起。在五十多起文字獄中，有二十多起是因包括少數生員的下層百姓缺乏政治常識，例如誤觸廟號、御名或因語言「狂悖」而被清政府羅織罪名；有五起是因為胡廷內部政府鬥爭以文字得罪者，分別是汪景祺案、戴名世案、胡中藻案以及彭家屏等案；有七起是因為皇帝過分敏感而造成的案件，例如世臣之案；其餘的二十多起案件源於臣民確有不同思想觀念或政治見解但不是有意公開反清而得罪。在一百年裡，文字獄的文人犧牲者只有戴名世、謝濟世以及案發時已去世的呂留良、沈德潛數人。
清朝的文化高壓政策打擊的對象比較集中，主要是危害和不利於清朝統治的思想，對不同學術、學派、宗教以及科學技術的探討，乃至文學藝術的創作, 清朝政府採取的則是優容並蓄的措施，例如清廷對當時知識界的學術爭議「漢宋之爭」就採取不介入政策，對公然反對官方統治哲學的理學且說出「亂之本，鮮不成於上」的戴震也從未追究其「害義傷教」之罪，貶斥理學、被正統學者批評是「名教罪人」的袁枚也從來沒有被治罪。在18世紀，真正由皇帝發動的和針對學者的文字獄比較少見，而且大多從寬處理。

## 科学
清朝對天文學有相當程度的重視，從順治到乾隆期間命傳教士製造以及添加不少天文儀器如赤道經緯、黃道經經緯、簡平儀等，同時有相關天文學術著作出現，亦改善和編製了較為先進的曆法。西方的物理學知識也從明朝末年起一直在中國傳播，康熙年間的學者戴震就写有关于阿基米德定律的作品，傳教士南懷仁著有《熙朝定案》等介紹各種工程技術的作品外，亦著有《驗氣圖說》和《形性理推》等對中國的物理學界產生了一定影響的介紹西方光學知識的書籍，並在一定程度下讓一些學者啟迪進而研究光學，例如在康熙年間寫有《鏡史》一書的孫云球以及在十九世紀前期寫有《鏡鏡詅痴》的鄭復光；在對待西洋器物方面，清代有不少學者、匠師和科學家如黃履莊、黃履、孫玄球等對西方「奇器」有一定的研究和高度仿製，西方「奇器」在一定程度上亦推動了中國的物理實驗和機械製造的發展。
康熙年間有一些精通醫術的傳教士如張誠和白晉等向中國傳授西方醫學，並且被容許在入職朝廷、建立試驗室傳授解剖學知識，康熙對此深感興趣，以致在一次研探解剖學時得病。法國傳教士巴多明（Dominicus Parrenin）用滿文翻譯人體解剖學方面的著作並名之為《欽定格體全錄》，巴多明和白晉也在康熙的支持下翻譯出有關人體血液循環的著作，並且在北京傳播相關知識。西方傳入的醫學知識和理論亦引起了中國醫學界人士的注意，例如清初劉獻廷研究過人物圖說等西方醫學著作，乾隆年間著有《醫林改錯》的醫學家王清任亦十分重視解剖學：「著書不明臟腑，豈不是痴人說夢，治病不明臟腑，何異於盲子夜行！」。
清朝建立前，中國的數學和天文學出現了倒退，明朝年間失傳的宋元兩代的數學知識經過清代學者梅穀成等人重新發現並加以研究；另外，明朝初期也立令殊死學習天文學的民人，放寬禁令後有學者編寫了一部天文著作，可是無人問津、不被重視且「未曾用之」，以至到了後期朝廷在天文方面要依賴傳教士利瑪竇。
《四庫全書》對西方科學書籍作出較高的評價：「歐羅巴人天文推算之密，工匠製作之巧，實逾前古。其議論誇詐遷怪，亦為異端之尤。國朝節取其技能而禁傳其學術，具存深意」，也將西方宗教與西方科學作了區分，強調“「節取其技能」”，《四庫全書》的作者們明白傳教士的來華目的是為了傳播天主教，介紹西學不過是傳教的手段。因此他們在讚揚西學的同時指出「蓋欲借推測之有驗，以證天主堂之不誣，用意極為詭譎」。另外，《四庫全書》收錄了27種西方傳教士的著述，當中包括西洋的數學、天文、儀器及機械等方面的著作，被收錄的書籍包括有《泰西水法》、《西儒耳目資》、《坤輿圖說》、《乾坤體義》等。

## 民族
康乾时期，清朝廣建寺庙，因俗而治，众建分势，与蒙联姻等民族政策，对蒙古建喇嘛寺庙群，平定准噶尔部叛乱，收復土尔扈特部，对西藏与班禅额尔德尼加强联系，对西南土司推行改土归流政策。通過修德安民、恩威并施的民族政策，稳定邊疆民族地區。
清初的皇帝大多通蒙藏回語，與歷代的帝王有所不同。

### 汉族
清初入關後有「六大弊政」，剃髮（或薙髮）、易服、圈地、佔房（侵佔房舍）、投充（搶掠漢人為奴隸）、逋逃（逃人法），延續時間最長的，是逃人法。順治七年六月，廣西巡撫郭肇基等人因為「擅帶逃人五十三名」，被處死。清初曾頒令諭：一、八旗制度移入關內，全族皆兵。二、鼓勵滿人入關。三、圈地，使近畿五百里內全屬旗人所有。四、禁止旗漢通婚；禁止滿人自由擇業。弊政中的投充和逋逃皆為圈地所造成的直接結果。康熙帝親政後即立即下令永遠停止圈地，並逐步放寬對逃人的禁令並最終裁撤督捕衙門。隨後康熙開始採取一系列與民休息的政策。

### 蒙古
清初蒙古分為四大部。
1690年至1697年間烏蘭布通之戰與三征噶爾丹使噶爾丹戰死，創立多倫會盟以保護喀爾喀蒙古。雍正时期將喀爾喀蒙古併入清朝。1729年聽從張廷玉建議，以傅爾丹與岳鍾琪兵分二路於科布多對抗準噶爾汗噶爾丹策零，最後於和通泊之戰戰敗。1732年噶爾丹策零東征喀爾喀蒙古，兵至杭愛山，被喀爾喀親王策棱擊敗。1734年清準和談，以阿爾泰山為界，西北大致和平。

### 西藏
青藏地區的和碩特汗國協助黃教達賴五世擊敗紅教統一全藏，之後分裂成青海與西藏和碩特。達賴六世時，藏區政事交由第巴（理事大臣）桑結嘉錯管理，他聯合準噶爾對抗西藏和碩特的拉藏汗，拉藏汗先下手殺桑結嘉錯並廢除達賴六世。1717年噶爾丹的侄子策妄阿拉布坦入侵西藏，攻殺拉藏汗，並且佔領拉薩。清軍于1718年试图进藏但被準軍擊敗，最後於1720年由胤禵率軍驅除成功，協助七世達賴入藏，以拉藏汗舊臣管理藏區。這是清朝正式經營青藏地區之始。清政府从此在西藏驻军。
雍正初年青海親王羅卜藏丹津意圖復興和碩特汗國而亂，隔年年羹堯與岳鍾琪等人平定。為此雍正帝佔領部分西康地區，又在西寧與拉薩分置辦事大臣與駐藏大臣以管理青藏地區。
乾隆時期對西藏加強控制，開始規定所有事務都要由駐藏大臣與達賴喇嘛商同辦理，並明示中央的派駐管員駐藏大臣與達賴喇嘛的地位平等。乾隆五十八年（1793年）擬定并頒佈了《欽定藏內善後章程》二十九條，正式制定了金瓶掣籤制度，並且頒布被一些現代學者認為是西藏屬於中國領土的最有力證據的《欽定藏內善後章程》。自此，西藏涉及国家主权和中央权威的重大问题已经完全由朝廷掌握，如西藏与邻国的关系、军队驻防、宗教领袖的继承、内部叛乱的镇压等必须由大臣处理或者上报朝廷决定。

### 回部
1745年準噶爾汗噶爾丹策零去世，國內諸子爭位。乾隆帝乘機於1755年派降將阿睦爾撒納為引導，以定北将军班第率軍平定準噶爾，攻下伊犁。而後阿睦爾撒納想要成為新一代準噶爾之主，由於沒有獲得乾隆帝支持而叛變。乾隆帝派兆惠西征，最後於1757年平定天山北路，準噶爾亡，其族慘遭滅絕。然而在天山南路，脫離準噶爾統治的回部領袖大小和卓兄弟起兵反清，史稱大小和卓之亂。其領袖布拉尼敦與霍集占佔據喀什噶爾與葉爾羌，意圖自立。1758年乾隆帝再命兆惠西征，兆惠率輕軍渡沙漠圍攻葉爾羌（今新疆莎車），反被包圍於黑水營。隔年清將富德率軍解圍，兆惠與富德最終攻滅大小和卓，並讓帕米爾高原以西的中亞各國成為藩屬國。

### 西南土司
雍正聽從鄂爾泰建議推行改土歸流，廢除具自治性質的土司，以地方官管理少數民族。
乾隆初年派張廣泗平定貴州苗民之亂，隨後清軍前往平定大渡河上游的大小金川（今四川金川縣與小金縣）動亂，史稱大小金川之役。1747年到1749年期間發生大金川之戰，清軍於此吃盡苦頭。1771年第二次金川之戰爆發，大小金川的諾木與僧桑格均叛，清將溫福戰死，阿桂歷經多次作戰，直到1776年方平定。

## 外交

郎世宁绘《万国来朝图》局部

### 中西交流

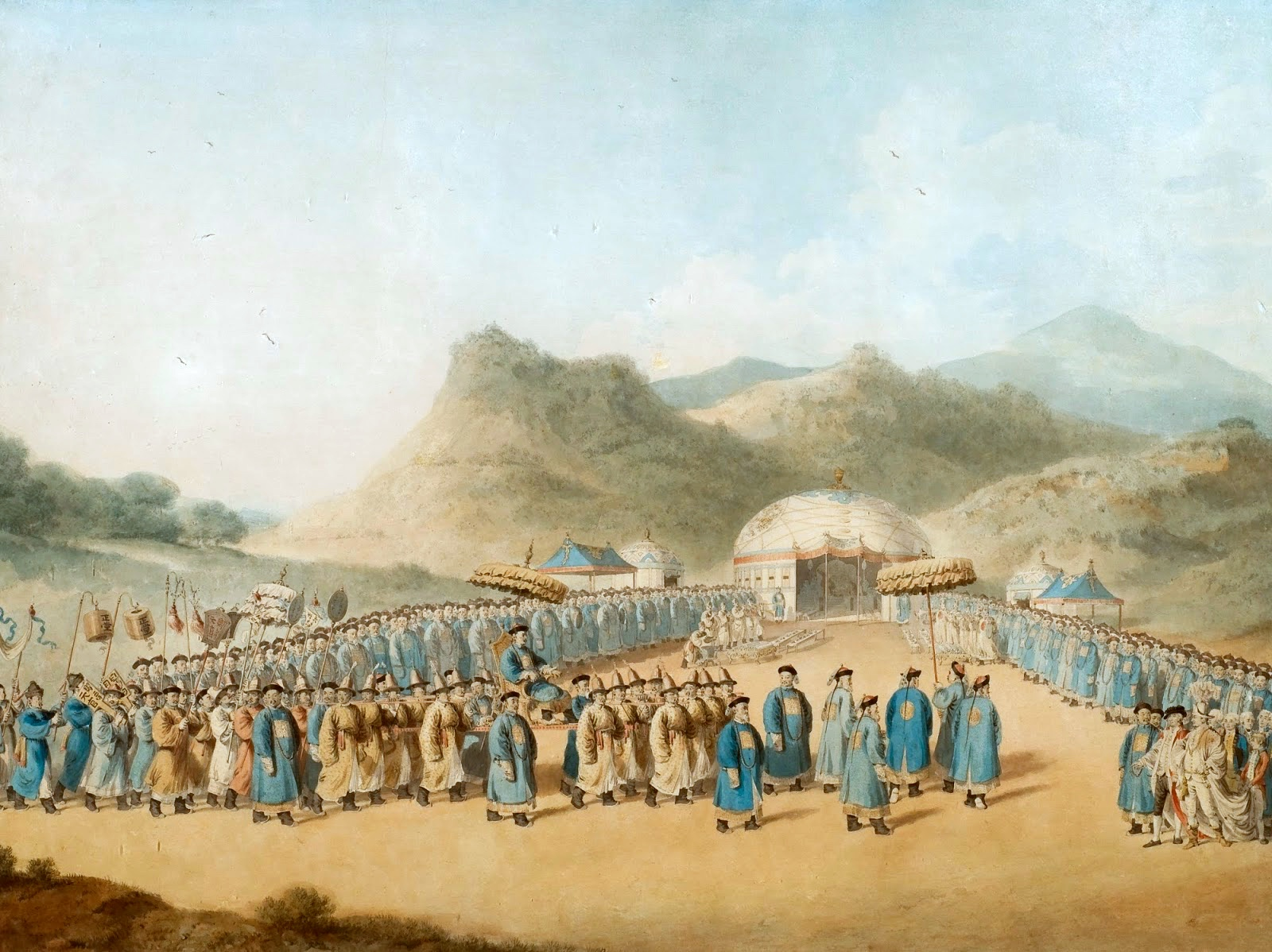
馬戛爾尼使節團於承德避暑山莊萬樹園晉見乾隆皇帝。

學者戴逸認為，康乾时期的中国外交日益保守和封闭，清政府自认为是“天朝大国”对海外贸易有严格规定，严禁百姓随意出海；若出海，船只大小有限制，铁器不能带，粮食不能带多；到了海外限定必须两年回来，否则回国之后将被没收财产、充军戍边。限制贸易，无疑也就阻碍了经济的前进；另一方面对中国人民的思想也是束缚，看不到外面的情况，视野受到限制。從康熙、雍正时期開始的禁教，到乾隆时期仅因马戛尔尼团队不给自己磕头这一礼节问题而把人赶走，也使中国失去了了解世界的一次机遇，中国被远远地被落到後面去 。
然而馬戛爾尼向清朝提出的要求因侵犯中國主權而被乾隆帝覆信批駁，當中六項要求如下：
1. 要求英國貨船能到浙江、天津等地收泊；
2. 要求在北京設立商行；
3. 要求在珠舟山佔一島嶼，以便英國人居住和收存貨物；
4. 要求在廣州城劃一地方居住英國人，或者居住澳門之人出入自便；
5. 要求准許英商從廣東內河航行澳門，貨物不納稅或少納稅；
6. 要求確定關稅條例。

有學者指出有一些史學家往往斷章獨引乾隆所言「天朝物产丰盈，无所不有，原不藉外夷货物以通有无」以證明清朝「閉關鎖國」，但對英國侵犯中國領土完整及關稅自主的六項要求卻避而不談。此外，乾隆對西方科學其實並不排斥，也並非完全不感興趣，他刻意對英人帶來的科學產品表現一種冷漠的態度，近年有學者研究指出這很可能是一種反制措施和政治表態的手段。更有學者強調乾隆一向重視西學，他拒絕馬戛爾尼的要求，其實是「洞悉其奸」，看破英國派遣使團來華的政治陰謀。
美國歷史學家歐立德指出，乾隆帝非常熟悉西方地理是，他甚至让天主教耶稣會傅教士蒋友仁在圆明园一座大殿的墙上绘制了一幅世界地图。他知道法国爆发了革命，也知道俄国宫廷中当前的阴谋。乾隆帝在接見马戛尔尼使團時故意問“英國距離俄羅斯有多遠？他們的關係是否友好？意大利和葡萄牙是否距離英格蘭不遠？是否向英格蘭朝貢？”，是為了給對方留下「伟大的大清帝国不可能对遥远的小岛国家英国有任何的兴趣」的印象。当马戛尔尼使團向乾隆展示英国海船的模型时，他详细询问了关于军舰上零件以及英国造船业的问题，次日，乾隆就密令军机大臣传谕两广总督：“英吉利在西洋诸国中较为强悍，且闻其向在海洋有劫掠西洋各国商船之事”，需要振作海防，提高警惕。
另外，当时东亚几乎所有国家，包括朝鲜和日本，都处于严厉的锁国状态。朝鲜当时被称为“隐士王国”，因为它将自己孤立于世界之外。而统治日本的德川幕府早在明末（1633年）就开始頒布第一次鎖國令，严禁日本人与外国贸易，禁止日本与海外交往，同时禁止日本人出国以及在外的日本人回國，甚至禁止制造适于远洋的船只。随后锁国令又颁布了多次，成为德川幕府的长期外交政策。1647年葡萄牙船來到日本，要求恢復外交關係，但被幕府拒絕。日本直到19世纪中叶才被迫打开国门。在中国，1683年清军攻占台湾後，康熙接受东南沿海的官员请求，停止了清前期的海禁政策。但对于与西洋的贸易，康熙帝则十分谨慎指出“海外如西洋等国，千百年后中国恐受其累，此朕逆料之言”。
马克思在評論中國歷史上的「海禁政策」時認為：“一個人口幾乎佔人類三分之一的大帝國，不顧時勢，安於現狀，人為地隔絕於世並因此竭力以天朝盡善盡美的幻想自欺。这样一个帝国注定最后要在一场殊死的决斗中被打垮：在这场决斗中，陈腐世界的代表是激于道义，而最现代的社会的代表却是为了获得贱买贵卖的特权——这真是一种任何诗人想也不敢想的一种奇异的对联式悲歌”。然而歷史學者何新华指出，不論是傳統國家還是現代民族國家都天然具有排他性，所謂的“閉關”或曰“鎖國”只是一種正常的邊界管理制度和國家管控外貿的措施，從這一意義而言，任何國家都需“閉關鎖國”，區別只在程度差別。又指出單從“閉關鎖國”的字面意義而言也不盡準確：「清代並非完全“閉關”，在陸地邊疆方面，清代採取了非常進取的戰略，在海洋邊疆方面，實際上採取的是一種“限海”戰略———有限度的開海戰略。」。歷史學者刘军指出「認定中國清代前期實行了“閉關自守”或“閉關鎖國”政策的觀點，源於當時試圖向中國推銷其商品（特別是鴉片）的英國商人」。

### 藩属国
1765年朝鮮北學派先驅洪大容在出使清朝時體會到清朝國運的變化，他在《湛軒燕記》中寫道：「清主中國，盡有明朝舊地，西北至甘肅，西南至緬甸，東有瓦喇。船廠又其發蹟之地。而在明朝一統之外，則幅員之廣甲於歷朝。藩夷之服貢者，琉球間歲一至，安南六歲再至，暹羅三歲，蘇祿五歲，南掌十歲一至。西洋、緬甸貢獻無常期。蒙古三十八部不服者二，其三十六部選士入學，選兵入衛，通關市、婚姻，商胡貿遷無限域，馳馬交於關東，則與一統無甚異也。」

## 人口

### 人口激增
康熙後期，經過長時期的休養生息，社會已日趨安定，但人丁與地畝的載冊數增加遲緩。由於土地與人口的清查不夠徹底以及地主以多報少之故，貧民迫於賦役的繁重而相率逃亡，人丁的統計並不確實。康熙帝為確實掌握人口數，於康熙五十一年（1712年），下詔「盛世滋生人丁永不加賦」，以康熙五十年（1711年）在冊人丁數作為全國徵收丁銀的固定總額，以後新增者為「盛世滋生人丁」，從中央到地方均不得隨著人口的增加而增稅。但除補不易，弊端又無法避免。所以採取攤丁入地政策，廢除人頭稅（丁稅），併入土地稅內。這使得無產者沒有納稅負擔，而地主的負擔增加，對於清朝人口的持續增加、減緩土地兼併、以及促進工商業的發展有一定的作用。
清朝的人口擴張和流動規模在長期性和常規化等方面在中國歷史上前所未有。為了「移民實邊」、發展經濟和保衛疆土，清政府鼓勵內地人移民到蒙古南部、新疆、台灣及東北地區。在鴉片戰爭前後，中國內地各省約有七百至八百萬人遷移到邊疆和海島地區，形成了一股股由中原向東南、西南、西北、北、東北四面八方輻射狀的移民浪潮。
有說法認為清朝人口的增長主要是依賴美洲農作物的輸入，又由于清朝的经济和人口的增加主要归因于美洲作物番薯，故稱“康乾盛世”为“番薯盛世”，然而復旦大學历史地理研究所教授侯杨方指出，清朝中期玉米、番薯的产量合计僅占全国粮食产量的4.63%，美洲作物对清朝人口巨量增长并突破2亿、3亿直至4亿的作用并不重要，清朝中国数亿人口的主要糧食仍然是传统作物。历史地理學家韩茂莉亦指出将康乾盛世归功于南美作物这一提法缺乏事实依据，尽管玉米、甘薯传入中国，对农业、人口均起到重要作用，但从没有达到绝对优势，传统粮食作物依然是农作物中的主流。另一方面，在盛世期間，農民能夠進食肉類的機會亦比以往的朝代有所增加。

### 生態災害
另一方面，清政府的人口和经济政策也给当时的中国带来巨大的生存压力，为了养活激增的人口，不得不开垦森林、草原和围湖造田，也带来了严重的生态灾害。
中國的森林大致在明代中期以後大面積的消失，黃河中游的森林在明清兩代尤其遭遇到毀滅性的破壞。從晚明到清末，中國的森林消失得最為迅速，情況也最為嚴重。盛世時期的清朝不能加以抑止前朝嚴重耗損自然資源的行為，且一發不可收拾。清朝在統一戰爭後土地嚴重荒蕪，人口大量流亡的狀況下，亦實行了減輕賦稅、招民墾荒、安置流民、興修水利、推廣高產作物等措施，以圖迅速恢復生產，使社會經濟回復到正常的發展軌道上，儘管18世紀的中國社會經濟取得了巨大成就，但也不可避免地存在著諸多不足與局限，對環境的破壞便是一例：康乾盛世时期由于人口压力巨大，人口与耕地的矛盾更趋严峻，当时人们通过围湖造田和为围河造田，来开拓更多的耕地，造成了巨大的生态灾害，比如在福建地区“闽中自高山至平地，截截为田，远望如梯，真昔人所云‘水无涓滴不为用，山到崔嵬尽力耕’者，可谓无遗地矣，而人尚什五游食于外。设使以三代井田之法处之，计口授田，人当什七无田也。”这一明朝时期的描写，到了清代依然使用。在山东沂水县地区，“贪利愚民开垦”荒山，“虽种杂谷，一遇旱年，颗粒不收”；莱芜县“开山愈多，而良田之冲没益甚，草树既尽，土松石露，一雨未毕，沙石堕下，低田乃益受其害，垦一冲十，得不偿失。”。在江南平原地区“地无不耕之土，水无不网之波，山无不采之木石，而终不足以供人用……向无人烟之处，今则宅舍弥望。盖人满之患，至斯极矣”。
毁塘、填沟、截河、占用河道造田、与水争地，成为全国性的问题，这不仅摧毁了本就脆弱的水利设施，而且酿成了更大的生态灾难。还有因为种植方式的问题，正在引发大规模的水土流失，导致了乾隆年间出现大范围的江河湖堰淤塞。当时清人汪士铎也感慨到环境破坏带来的灾害。

### 救災工作
康乾盛世期間不論是救災、防災，如荒政、倉儲，還是相關的公共工程建設，如水利建設，幾乎都是同一時期其他國家難以比得上的，以致有西方學者把18世紀的中國稱之為「福利國家」。然而到了盛世後的嘉道及光緒年間，儘管清政府在這方面還是做了很多工作，但更多時候基本處在一個相對來說有心無力的階段，所謂「竭天下之力，而所救不過十之一二」。

## 社会

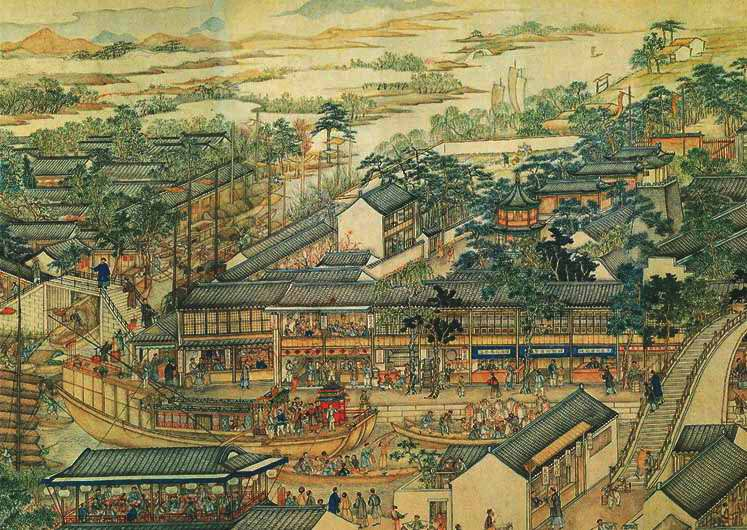
姑蘇繁華圖（局部）

William Alexander筆下清朝中國人在雨中的打扮

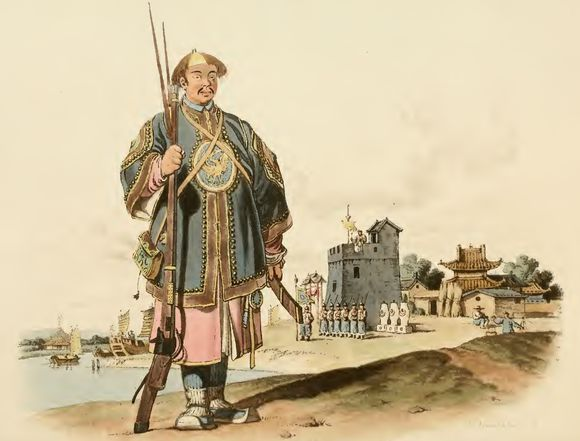
一名乾隆晚期的軍人

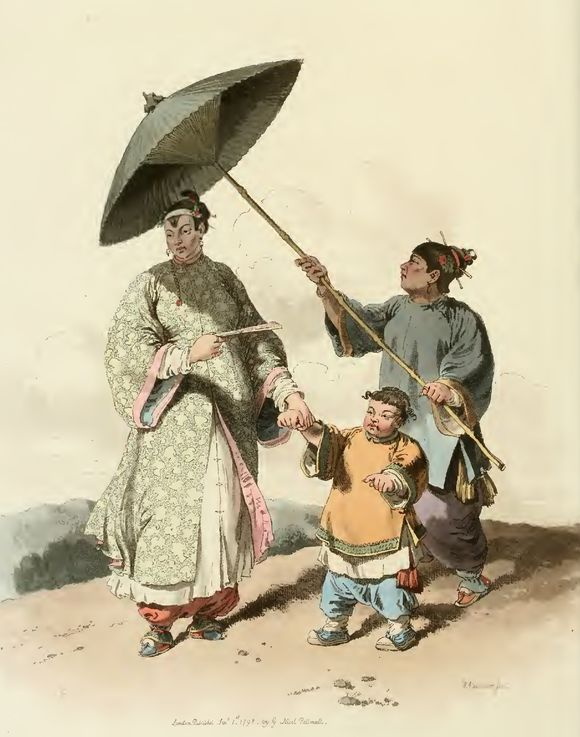
中國婦女、小孩和女僕

乾隆年間的前期和中期是一個社會穩定、經濟增長、疆土擴張、軍事力量強大、政治自信以及文化繁榮的時期。在國際上，清朝是一個令人矚目的政治實體，其領土讓所有歐洲國家都相形見絀。清朝的人口相當於當時世界人口總數的1/4，是當時歐洲人口的3倍。清朝的國內經濟規模同樣非常龐大，馬戛爾尼本人估計至少是英國的4倍。駛向北方市場的滿載木材的船隻需要一天時間才能通過固定的檢查站。地區間的茶葉、棉花、糖、絲綢和糧食貿易量，相當於歐洲的紡織品和日用品的國際貿易量。從廣州這樣的南部港口到天津這樣的北方港口的航程有3200公里，相當於里斯本到漢堡的航程。北京和江南沿海城市的奢侈品消費與倫敦和阿姆斯特丹的奢侈品消費不相上下。

### 識字率
康乾時期的另一個成就是國家識字率的提升，不僅是男性，還包括女性的識字率。由於貿易產業的發展，該時期的男性出門得更頻繁，為了讓家中的男性在家外獲得成功，家中的女性需要擁有自己獨特的權威。這意味著在一些上流家庭中，一名最理想的母親是跟他們的丈夫一樣都受到教育，都會閱讀和寫作，其主要目的是為了讓他們的兒子盡可能在年輕的時候學會讀書識字。清代在重視和強調對婦女的教育這一方面，跟以往的朝代相比是一項很大的改變。

### 奢靡之风
李景屏認為康乾時期是中國封建社会最後一个盛世，但由于封建体制的制约，大量社会财富流向非生产领域；在畸型消费的刺激下，奢靡之风席卷着清朝上下，盛世的根基渐趋蛀空。

### 馬戛爾尼使團的記載

#### 晚期的贫困现象和動盪
1793年（乾隆五十八年）馬戛爾尼使團的出使任务失败归国期间，其副使斯當東記載：「遍地都是驚人的貧困……人們衣衫襤褸甚至裸體……我們扔掉的垃圾都被人搶著吃。」。而馬戛爾尼本人則認為：「人民生活在最為卑鄙的暴政之下，生活在怕挨竹板的恐懼之中，所以人們膽怯、骯髒並且殘酷。」，并认为在过去的一个多世纪内中国没有改善和前进，相比欧洲反而倒退了。在《停滞的帝国》一书有如此描述：「最终它将重新堕落到野蛮和贫困的状态」。
马戛尔尼也指出乾隆晚期社会的混乱与不稳定，例如贫穷、饥荒、弃婴和民变、兵祸等，都加速了当时清朝社会的动荡不安。
马戛尔尼：“自从北方或满洲鞑靼征服以来，至少在过去150年里，没有改善，没有前进，或者更确切地说反而倒退了;当我们每天都在艺术和科学领域前进时，他们实际上正在变成半野蛮人”。“一艘破烂不堪的头等战舰”，预言它迟早会“不再有纪律和安全”，“英国从这一变化中将比任何其他国家得到更多的好处”。马戛尔尼们还研究了满清的法律，认为「一个民族的法律是他们的精神状态和性格明白无误的见证」；「天朝的法律只是十分细致并不断地干涉个人行为」所以，它不可能强盛，它的衰亡是必然的，因为「一个民族是否强盛和幸福完全要严格地取决于它的每人诚实的荣誉感是否强烈。」。

#### 平民生活與富裕現象
馬戛爾尼在日記中記載了乾隆年間中國平民百姓的生活，他認為中國的水手相當強壯，工作時會哼歌但勤懇且紀律嚴明，又認為他們聰明且忠於職守。他又看到有一些婦女靈活地行走，讓他想起有纏足這種習俗的在北方省份的底層婦女中已經很少見的一種說法，這些婦女從臉上看似飽經風霜，但依然氣色良好、頭髮整齊，孩子眾多而大多一絲不掛。他亦發現中國的男性大多樣貌美觀，精神良好，而且身軀健壯。對於這種場景，馬戛爾尼表示在當時情不自禁地想喊出莎士比亞的《暴風雨》：
|  | 啊，好奇怪！ 這裏怎麼有這樣多的好人！人類有多麼美！ 啊優美的新世界，有這樣的人在裏面！ |

在馬戛爾尼周遊中國的旅程中，他表示看到乾淨整潔的農事，見到了辛勤勞動的平民百姓，百姓的臉容以及馬車在道路上疾馳的場景，感到自己恍惚身在英格蘭，回想起自己舊時的美好回憶。
馬戛爾尼亦表示訪問團在天津時受到當地官員的熱情款待，當地高級官員還向他們送上超乎他們所需的糧食。他記述道，只有在東方，外國人才會受到如此熱情好客的款待和尊重。馬戛爾尼亦稱當中兩名分別姓萬和周的官員為聰明，坦率，而且健談的人。此外，馬戛爾尼亦稱讚熱情地款待馬戛爾尼一員的直隸總督梁肯堂相當有禮貌，並且對中國的建築大加讚賞。在宴會期間，馬戛爾尼稱無法用任何言語表達出該名總督的謙遜和高貴端莊，並感謝這位仁慈且值得敬佩的年老總督細心地聽取馬戛爾尼一員關於船舶方面的請求，馬戛爾尼亦表示對中國的高層官員以慈愛與謙遜對待下屬和平民百姓表示震驚。儘管當時中國在外國人的印象中比起其他國家更注視階級長幼觀念以及比較推崇家長制，馬戛爾尼發現清朝的官員也是會以謙遜尊重的態度對待自己家的僕人，主僕關係非常融洽親密且真誠。而中國的父母也會以慈愛與寬容對待他們的孩子，並且指出有些中國父母偶然會賣掉自己親身孩子，但只會在父母處於極端無助的情況下才會發生。 總體而言，馬戛爾尼對中國平民百姓的評價大致上為正面，稱他們性格頑強，富有商業頭腦，在繁雜的體力勞動中依然能保持樂觀開朗的心態，在工作中會發生爭吵甚至打鬥，但只是在極端情況下且不常見，馬戛爾尼認為這是因為有嚴厲的法律抑制他們的行為，因為他知道在中國殺人償命的法律，不論有意無意，亦不論是否僅僅出正當防衛。
馬戛爾尼访华团一行人在經過直隶省的清河镇時稱讚當地人的勤俭和诚实以及環境建設：「吾侪自馆舍出发，行四英里半出北京城，又行五英里至清河。稍息，进早食。清河乃一小镇，有城墙卫之，自清河前行，一路景色绝佳，道路亦平坦极利行车。而人民勤俭、诚实之状复与英国人民相若。吾行至此，恍如置身于英国疆土之中，不禁感想系之矣。」 
對揚州的商業堪盛和境色的描述：「至扬州，其地商业堪盛，吾等本拟在此略作休止。兹以松大人已改换计划，拟抵杭州后始命停船，故此间并未耽搁，扬州名胜之区仅在吾眼帘中一闪而过也。」 
馬戛爾尼转述一位常驻中国的英国神父劳克斯的言论：「又言：『我辈读中国历史证以目睹，则中国社会似尚无显著之缺点，唯残害婴儿一事，吾西人以为极背天理，华人则视为无足轻重，即日日见之，亦不以为怪。』」 。
馬戛爾尼認為當時中国的工业「虽有数种，远出吾欧人之上」，但同時認為在化学上及医学上的知識「处于极幼稚之地位」。
馬戛爾尼访华团成员之一的爱尼斯·安德逊（Aeneas Anderson）对中國乾隆年间刑法方面亦有正面評價與概述：「杀头案在中国是非常少见的。关于这问题，我甚为注意而且好奇地去打听，一有机会就向人探问，我不只问过一个人，有好几个人，至少有70岁高龄的老人，他们从未见过或听到过有杀头处刑的事……」。他同時讚揚中國的犯罪率低，發達的商業狀況和農作物的豐盛：「……比较轻的刑事案，在这人口非常多、商业又发达的国内也不常有。」；「周围是各种富饶的农作物，广阔的草场上满布着绵羊和最肥美的牛。他们的园圃看上去可以供应家庭所需也能观赏，它同时生产大量的蔬菜和水果；这美妙的景色使我的眼光缭乱」。
訪華團亦記載了中國多處地方的環境狀況：
- 天津一帶：「我们经过的农村依旧是一片富饶丰盛的面貌，虽然有些部分比以往所见的多些变化，参差不齐。上午我们经过一市镇名“曹东浦”。这镇靠在河边，看来很悦目，地区相当广阔。房屋是砖砌的，一般不超过一层房；显然的特点是房屋前面都有墙。」[參⁠ 186]
- 北京郊区一帶：「（每）走过的乡村前后每1英里路上的人数足以充塞我们英国最大的市镇」，“这个马车队伍停歇在一个大市镇内，镇名“吉阳府”。说它是人口稠密，则我又用了这冗繁的语词，这语词可以同样应用于整个帝国，如每个村庄、市镇、城市；不，每一条河流和河流的两旁也充满了人。在这国家里，在我们所经过的地方，人口是极为众多而且是到处是那么多：我们走过的乡村前后每1英里路上的人数足以充塞我们英国最大的市镇，道路两旁不少别墅田庄散布在田野之间，大为增色，也足以证明其富裕”[參⁠ 186]
- 山东省南部：「呈现一幅美丽的图画：密密的丛林、巍然的房屋、高耸的宝塔，以及山似的高坡，还有相互交织的湖沼与河流，种种景色读者虽能想象，但作者的拙笔无力描写尽致。其中又值得一提的是环湖高处的房屋都装上金字塔式的或者是尖顶式的屋顶，颇有“哥德”式建筑之风。」[參⁠ 186]
- 广州城：「这城市的街道一般是15英尺到20英尺宽，用宽大的石板铺砌，房屋超出一层的很少，用木材和砖建筑。商店的正面大门之上有漂亮的阳台，因而门前形成一街檐，用各种油漆装修得很美丽……居民服装与我已经叙述过的无异，但使我惊异的是，这城市虽已靠南，离北京很远，而在这冬季气候依然很冷，居民要穿上皮衣：这种衣服显然不单是一种奢侈品，或限于上流人士，因为我们所见的皮衣服装店很多，店里的皮料很丰富，如豹皮、狐皮、熊皮和羊皮都有。」[參⁠ 187]。

### 朝鮮使臣的記載
明朝亡於清朝，與明朝自身的腐敗有密切關係。對於明朝官僚機構的臃腫和腐敗貪賄，朝鮮使臣也有所體會。隨著清朝政治上的穩定、文化上的發展、經濟上的繁榮，再加上清朝越來越以一種寬鬆和優惠的政策對待朝鮮，一部分朝鮮人特別是其中一些親身遊歷過清朝的燕行使臣，目睹清朝社會繁榮和與清朝文人接觸筆談之後，儘管受儒家「春秋名分」思想的影響，依舊視清為夷，但對比本國狀況，卻深感此夷不再可鄙，無法可攘。
朝鮮人鄭太和在1649年和1662年兩次出使清朝，寫有《陽坡朝天日錄》和《壬寅飲水錄》兩部燕行錄。鄭太和在《壬寅飲水錄》中記載他注意到途經一些地方市肆，清代已初現繁榮景象，使臣在北京遇到為清朝所用的漢人文官亦感覺頗為親切，又指出使臣在明代所遭遇的沿途敲詐及繁文縟節也已摒除。
1691年，謝恩兼三節年貢使一行回國復命，正使瀛昌君李沉在受朝鮮國王召見時說道：「臣累度往來，閭閻比前頗盛，人民益繁矣」。1790年，徐浩修出使清朝，其《燕行紀》紀錄了沿途的所見所感，指出當年的「口外之荒漠」如今「商旅輔湊，市裡櫛比，水草豐饒」，他認為這是清人「以中華之利與外夷共之」。徐浩修又回想元代「蒙俗質樸尚有混沌，未鑿底意」，但是「待人接物純是誠款」，發出「天之生才固不限於華夷也」的感嘆，也對傳統的華夷之別提出了疑問。
1715年，領議政李光佐出使清朝，回國後他對英祖說：「清人維是胡種，凡事極為文明，典章文翰，皆如皇明時，但國俗之簡易稍異矣。」宋寅明認為：「清主立法簡易，民似無怨，不必促亡也。」而徐浩修儘管偏見地以為「今中朝士大夫⋯⋯稍欲務實者，亦不過拾掇亭林竹坨之餘緒而已。」但同時也看到了清朝「不懈文教」和對儒學的推崇。

## 说法来源
称颂“盛世”并非始于清人，但是有说法称在清代的官方文献中大量出现赞美本朝为“盛世”的文字，其使用频率之高、范围之广，远远超过以往的朝代。
到了晚清时期，清朝国势式微，部分士大夫还是习惯用“盛世”一词称颂清朝，有关“盛世”的著作仍层出不穷。不过，1910年经清朝官方审定发行的《中国历史教科书》则明确将晚清时期视为“忧患时代”。但是，有说法指出清朝平定太平天国等国内叛乱后直到甲午战争前，中国确曾作为“列强”之一，作为一个不同程度上的帝国主义国家对外压迫朝鲜等国家（在朝鲜取得领事裁判权、设立租界等）。
1980年代後，中國在話語和學術上的有所放寬，對清朝更細緻和更正面的觀點開始出現，對清代經濟、政治、文化和社會等方面的學術研究開始興盛起來，與滿族相關的研究工作也逐漸復興。人們對清朝的認識從一個「不太黑暗的時代」變為一個強大、經濟繁榮、文化發展以及人口眾多的「啟蒙時代」。

## 評論與争议
「康乾盛世」問題在學術界是一個颇受關注的問題，當中的關注與訴求也包含了歷史敘述、價值評判、道德情感、現實關懷諸多面向。尽管清朝在康雍三朝时达到顶峰，18世纪被视为清朝的最繁华时期，甚至认为这段时期代表了中华文明的一个新的高峰。但这段时期在中国历史上仍颇具争议，以致学界对“康乾盛世”是否存在尚存争议，或有論者大體肯定“康乾盛世”，但也注意到其間存在的問題；或大體否定，但也指出其間亦有值得肯定的地方。在各種認識和觀點的交流中，有學者提出有一些問題需要進一步釐清，如「康乾盛世作為一個概念或名詞或說法能否成立」、「認識康乾盛世的標準是什麼」和「對康乾盛世問題應持什麼樣的態度」等。

### 定義和標準
北京语言大学汉语学院教授周思源不同意康乾时期是“盛世”，只能稱“康乾之世”。他的主要理由有：汉唐之所以公认为盛世，与其政治环境宽松、精神昂然进取有很大关系。而康雍乾三朝最大的失误就是禁锢思想，以文字狱为代表的严厉的残酷的禁锢思想。至于“康雍乾时期的经济发展，是明末以来战乱频仍之后的一种恢复性发展。而并不是由于新的生产方式和使用新的科学技术引起的生产力革命性大提高。”
清史编纂委员会主任戴逸對周思源的觀點作出評論：「整个两千多年的中国封建社会中都没有『新的生产方式』与『新的科学技术』，都是专制的封建制度。按照周先生（周思源）的理由，中国封建社会就不会有什么『盛世』。」他亦指出「盛世有阴影，衰世也有希望」，不認為「盛世就是美哉善哉，万事大吉。这不是客观的历史事实，也不是辩证的思想方法……清初大概只用100多年时间使粮食生产翻了一番多。在当时农业技术并无显著提高的水平下，是了不起的成就。不但恢复了明末的水平，而且大踏步地前进了。这是广大农民的努力，也离不开清政府重视农业，奖励垦荒，兴修水利，减轻赋税，推广高产作物（玉米、甘薯、花生）以及鼓励和默许移民等政策的结果。」

### 橫向與縱向比較
有學者認為，虽然康乾时期的人口和粮食产量呈快速增长态势，但与同时期的欧洲国家英国来横向比较的话，无论从存量还是从增速来看均具有较大差距。此外有说法称康乾时期中国的科学技术水平不高、生产力水平低下、军事实力不强、文化事业停滞不前，政治制度阻碍了经济社会的发展。因此认为“康乾盛世”并不存在。康雍乾时期已经孕育了许多社会问题，无论从政治、经济、科技文化还是从人性解放角度来看，这一时期中国与西方世界的差距都是越来越远。
直到18世紀，當時正處在清朝的康雍乾盛世，政治清明、社會安定、經濟繁榮、文化昌盛、多民族國家的統一得以鞏固。若只把康雍乾時期和漢、唐、元、明作縱向比較而不進行世界的橫向比較，中國當時的社會看起來仍具有活力和繼續發展。18世紀的中國確有值得稱道的巨大成就。亦有學者批評當代一些人將中西對比角度帶入清史，否定康乾盛世，以及用中西橫向比較的「盛世」概念去評價傳統史學縱向比較的「盛世」概念是屬於概念錯位。「康乾盛世」中所謂的「盛世」概念，是傳統中國史學中的概念，中國傳統史學相信歷史循環論，將時代分為治世和亂世，盛世和衰世，並以此作為褒貶依據，而傳統史學中的「盛世」概念是縱向而言，例如「貞觀之治」與隋末的衰世相比是「盛世」。
侯楊方說，從中國幾千年的歷史經驗看，國家軍力強盛、對外開疆拓土的同時會伴隨著對內的橫徵暴斂，因為強大的軍力和戰爭需要經濟的支撐，導致民力消耗，人民生活在水深火熱之中，秦始皇伐匈奴、征南越、建長城、修宮室耗費天下民力，結果強大盛的秦朝傳至二世後滅亡；漢武帝征伐匈奴的結果是漢朝戶口減半，導致民怨沸騰，漢武帝本人晚年也痛悔自己就是另一個秦始皇；唐玄宗對外頻繁用兵，給人民帶來了深重的災難，親歷者杜甫形容：“邊庭流血成海水，武皇開邊意未已”，結果唐朝的開元盛世迅速在安史之亂爆發後走向了衰落。而康乾盛世開拓的版圖空前，用兵頻繁，從歷史經驗看橫徵暴斂似乎不可避免，但清朝統治者在這一時期，不僅沒有增加賦稅，反而頻繁下令蠲免天下賦稅，其力度之大可以說是空前絕後。康熙曾多次南巡視察河工，體察民情，他認為自己的出巡會對地方造成一定的騷擾和負擔，因此他經常蠲免所經地方的賦稅，即使沒有慶典、巡幸、用兵，康熙也經常「無緣無故」蠲免天下賦稅，有一次甚至免除了全國所有州縣的一年賦稅。在康熙帝在位的62年間總共不同程度地蠲免天下錢糧共計545次，總計折合白銀達1.5億兩。康熙中期以後天下太平，經濟繁榮，國家歲入不過三千五百餘萬兩白銀，即相當於免除了4年多的歲入。
学者姚念慈认为清史研究者们往往忽视清代赋税的沉重。通过比较明清赋税，清初全国赋税总额是以明朝万历末期至崇祯时期的横征暴敛为基准的。直至康熙末年清朝的人口土地并未超过明万历时期，然而其赋税收入却较万历初期增加了许多倍。清廷立国的基础，就是过于沉重的高额赋税。康熙朝实行的大量而频繁的蠲免，实质上是变换手法，将竭泽而渔也无法获得的部分宣扬成惠政。
美国历史学家羅威廉将晚明到整个18世纪康乾盛世的发展称为比宋朝的第一次商业革命转型幅度更大的中华帝国的第二次商业革命。历史学家有时称此时期的发展为“流通经济”或“商品经济”，其中商业化扩散至地方乡村社会的情况达到前所未有的地步。有史以来首次出现大量中国农业家庭将自有之相当比例的农产品售出，并依靠市场交易取得日常消费品。明代初期，棉花实际上仍是鲜为人知的产品，而到了晚清，棉花已经是全中国最普遍的衣料。

### 其他評論
鲁迅说他看了外国人的一些记载，怀疑康乾盛世完全是文字狱吹出来的。鲁迅对康乾时期的重要文化成就之一《四库全书》多次发表批判言论，如“清人篡修《四库全书》而古书亡，因为他们变乱旧式，删改原文。”“单看雍正乾隆两朝的对于中国人著作的手段，就足够令人惊心动魄。全毁，抽毁，剜去之类也且不说，最阴险的是删改了古书的内容。”。
北京师范大学历史系教授顾诚說：清朝统治的建立是以全国生产力大幅度破坏为代价的，稳定后的统治被一些人大加吹捧，称之为康雍乾盛世。正是当中国处于这种“盛世”的一百多年里，同西方社会发展水平的距离拉得越来越大。“盛世”过后不到五十年（如果按照某些学者吹捧康、雍、乾三帝的思路来看，乾隆之后在位二十五年的嘉庆也应该算是个励精图治的好皇帝，至少不能说是无道昏君），爆发了中英鸦片战争，随之而来一幕幕丧权辱国的悲剧，使大清帝国的腐朽落后暴露无遗。
哈佛大學歷史學教授歐立德不認為乾隆從一開始就想通過編纂《四庫全書》來對學術和文學的發展加以審查。他認為乾隆的初衷是「蒐集和保存古今之圖書」，以塑造出自己是「文化巨人」的正面形象，儘管乾隆期間的文字獄帶來種種亂象，但並非是乾隆一個人的責任，許多文字獄的判罰雖然以朝廷的旗號進行，但這並不能說明大規模的審查得到了乾隆本人的授意。乾隆不出面阻止的原因是因為大清皇帝的皇權實際上並非無限，乾隆無力阻止官僚擴大化文字獄。
中國作家張宏傑認為乾隆盛世是一个「饥饿的盛世，恐怖的盛世，僵化的盛世」，是基于少数统治者利益最大化设计出来的盛世。乾隆时代的中国人，是“做稳了的奴隶”，只许有胃肠，不许有头脑。乾隆的盛世监狱精心塑造出来的国民，固然是驯服、听话、忍耐力极强，却无法挺起腰板，擦亮眼睛，迎接扑面而来的世界大潮。英国人一到中国，马上发现中国人远不是传说中的那样，是“全世界最聪明、最有礼貌的一个民族”。他们发现中国人普遍缺乏自尊心，自私、冷漠，对公众事物漠不关心。
中國作家易中天說康乾时期：不过帝国制度彻底毁灭前的回光返照，论气度，论胸襟，论精神，均不能与“汉唐气象”相提并论。
學者洪振快認為康乾盛世甚至认为「18世纪的中国都不能和中世纪的英国相比」。
美國漢學家和歷史學家魏斐德指出，清朝比其他任何國家都更快地擺脫了17世紀的全球性經濟危機，令歐洲君主羨慕的是，在多爾袞，順治帝和康熙帝奠定的牢固基礎上，清朝統治者建起了一個疆域遼闊，文化燦爛的強大帝國，在此後的近兩個世紀中，都沒有真正的對手能夠向清朝的統治挑戰。
康乾盛世所处的18世纪间的欧洲各国长期流行中国热，欧洲人十分追捧中国。当时的法国启蒙学家伏尔泰称赞中国是“举世最优美、最古老、最广大、人口最多而治理最好的国家”。他同时相当崇拜并高度赞美同时期在位的乾隆皇帝。
日本學界亦尊重和推崇康熙和雍正，有日本學者翻译了《圣谕》，并且称呼康熙帝为“上国圣人”，康熙的訓渝《十六條》，以《聖渝廣訓》書名刊行，天明八年（1788年）並附以雍正對十六條訓渝的敷衍釋文於書後再次出版。稱該訓渝“實為萬世不易的金言”，對雍正亦稱為“希世仁君”。

### 文獻記載
清初思想家和政论家唐甄于1690年代初所著《潛書》描述「清興五十年來，四海之內，日益困窮，農空、工空、市空、仕空……雖年谷屢豐，而無生之樂。」，又指出皇帝是一切罪恶的根源，认为「自秦以来，凡帝王者皆贼也」。另外，唐甄的記載經常被引來論證清代經濟的停滯與不景氣，然而唐甄指出的是市場缺銀，而非物資及糧食供給不足，這種情況在雍正年間已有明顯改善。
晚明清初學者以及在早年激烈批判清朝統治者的黃宗羲，在康熙時代也逐漸稱清朝為「國朝」和清朝的統治為「王道」，在晚年一改「太平有策莫輕題」之初衷，在其著作中稱清朝為「聖朝」、「國朝」，稱清聖祖為「聖天子」，稱清兵為「王師」。
1765年，朝鮮使臣洪大容質疑「中國多災異，民心多動」的傳聞，向中國友人錢塘、嚴誠和潘庭筠打聽當時清朝社會的實狀。潘庭筠回答：「並無此事。數年前回部抗逆，三年而滅。」嚴誠則說：「此時太平極盛之世。即有小丑，無聊竊發，皆即時剿滅。如有所謂馬朝柱者，叛跡雖著，然大索天下，十年不獲。今聞其人已斃伏天誅矣。至於民心，則普天之下，無不感戴，並無騷動之說，江浙尤甚。屢蒙蠲租賜復之恩故也。」洪大容感嘆：「我東（朝鮮）亦被顧卹。貢獻奏請，事事便宜」；「自康熙以來，待之迥異他藩，有請曲徇。前明時則太監用事，欽差一出，國內震撓。雖然，豈敢以此怨父母之國哉。」另一方面也體會到清朝對朝鮮的「厚往薄來」，他在與錢塘三士（潘庭筠、嚴誠、陸飛） 的交往中，感到中華文化並未因滿族入侵而有太大的變化，他評價三名中國友人「雖斷髮胡服，與滿洲無別，乃中華故家之裔也」，「非吾輩所及也」。
在18世纪康乾盛世期间，前往中国的传教士们将当时的中国图景呈现給歐洲人，引来欧洲人對中國的強烈嚮往。在17世纪末至18世纪末的100余年间，在欧洲形成了長時間的“中国热”。在长达一个多世纪的“中国热”期间，无论是在物质、文化还是政治制度方面，欧洲都对中国极为追捧，以至于在1769年曾有欧洲人写道：“中国比欧洲本身的某些地区还要知名”。对中国风的狂热追逐曾經是當時欧洲社会的普遍时尚。這種時尚滲透到了歐洲人生活的各個層面，如日用物品、家居裝飾、園林建筑等。

### 引用
1. ↑  郭成康 等：《康雍乾盛世歷史報告》，中國言實出版社，2002年版
2. ↑  杨中强，《简述"康乾盛世"时期直隶农民的遭遇和反抗斗争》，《河北师范大学学报(哲学社会科学版)》 , 1984 (4) :66-72
3. ↑  .   [2014-01-18]. （原始内容存档于2020-11-19）.
4. ↑  高中华; 王双印. . 陕西人民出版社. 2007: 106. ISBN 9787224078442.
5. 1 2  陳萬雄; 張倩儀; 劉煒. . 商務印書館. 2011: 48. ISBN 9789620753169.
6. ↑  黄建鋼. . 红旗出版社. 2005: 42. ISBN 9787505112537.
7. ↑  李强, 徐康宁, 魏巍《“康乾盛世”真的存在吗?——基于经济数据测算的分析》，《北京社会科学》 , 2013 (1) :62-71
8. ↑  高翔《清帝国的盛衰之变》，《决策与信息》 , 2005 (z1) :131-133
9. 1 2  谷苞，《苏四十三所领导的是民族起义,而不是宗教圣战》，《西域研究》 , 2004 (2) :69-73
10. ↑  秦平《嘉庆皇帝治教策略研究》，《西昌学院学报(社会科学版)》 , 2016 , 28 (2) :61-64
11. ↑  岑大利，《再论中国古代的盛世》，《党政视野》 , 2016 (2) :73-73。
12. 1 2  Miles Bryan. . Reed Magazine. 2016  [2018-03-20]. （原始内容存档于2018-03-24）.
13. 1 2 3  戴逸《怎样认识“康雍乾盛世”——答周思源先生》
14. ↑  William T. Rowe (2009) "China's Last Empire: The Great Qing", Cambridge, Mass., Belknap Press of Harvard University Press
15. ↑  William T. Rowe(2001) "Saving the World: Chen Hongmou and Elite Consciousness in Eighteenth-Century China", Stanford University Press, 2001, p1-2
16. ↑  阎崇年《正说清朝十二帝》：「前几年，海外某大学的一位历史系主任，著名的清史教授同笔者合作一个《中国历史上的黄金时代—“康乾盛世”》的课题，如果比准，可以拿倒一笔可观的课题费，但要得到一个基金会的评审委员会的通过，后来这位教授告诉我“课题没有被通过，因为基金会成员主要是西方学者，他们认为中国的康熙—乾隆时代，不是黄金时代，而是专制黑暗时代。”這件事對我的觸動是：人們在用兩隻眼睛看乾隆」中华书局出版，第178页—179页。
17. ↑  羅威廉. . 《哈佛中国史》 6. 国立台湾大学出版中心. 2016: 123-124. ISBN 9789863501442.
18. ↑  东西方碰撞前的误解：伏尔泰赞美乾隆 道光不知英国
19. ↑  本特利／赫伯特·齊格勒：《新全球史：文明的傳承與交流》（下），第3版，北京大學出版社，第771頁
20. ↑  赵亮，《嘉庆朝官员革职案研究》，中国人民大学 , 2007
21. ↑  高翔. . 北京日報. 2006  [2018-03-21]. （原始内容存档于2021-01-09）.
22. ↑  钱穆．《中国历代政治得失》：“康熙此举并非仁政。中国历史上两税制，早已将丁税摊派入地租。后来有重复加收丁税的，如王安石免役法，本身都是历史倒退。明中期出现一条鞭法，将田赋，丁税，杂役等一并征收。清廷不过恢复明旧制。”，第159页—第160页，九州出版社，2012年2月第一版
23. ↑  何凡能, 戴君虎, 葛全胜《从康雍乾垦殖政策看中国清前期垦荒发展趋势》, 《地理研究》, Vol124, No16 Nov1, 2005
24. ↑  張研. . 雲龍出版社. 2002: 484. ISBN 9789867938107.
25. 1 2 3 4 5 6 7 8 9 10 11  姜公韜. . : 第104頁－第112頁.
26. ↑  法國人白晉评价康熙：「康熙皇帝經常到各地巡視，以便了解百姓的生活情況和官吏們的施政狀況。在這樣的觀察時，即便最卑賤的工匠和農夫，皇帝也允許他們接近自己，並用非常親切溫和的態度詢問他們，這常常使得普通百姓至為感動。康熙皇帝會經常向百姓提出各種問題，並且他一定要問到的問題是他們對當地的官吏是否滿意。如果百姓普遍傾訴對某個官員的不滿，康熙皇帝會將他撤職。但是如果百姓讚揚到某個官員，他卻並不一定僅僅因此就提升那個官員。」
27. ↑  [法國] 白晉，《康熙大帝》，載《老老外眼中的康熙大帝》，人民日報出版社，2008年版，第19頁。
28. ↑  而且「康熙皇帝的孝順和感恩是如此罕見，他因此獲得了舉國百姓的尊敬和擁戴。」
29. ↑  [法國] 白晉，《康熙大帝》，載《老老外眼中的康熙大帝》，人民日報出版社，2008年版，第45頁。
30. ↑  白晉亦提到康熙對賑濟災區與安撫饑民的手法：「我們在北京的其中兩年，我們親眼目睹了以下這些確證的事實。當時，兩三個省遭受了大旱災，造成農業嚴重欠收。康熙皇帝為此深為憂慮，他免除了這些省份的賦稅，並設立常平倉進行賑恤，但仍不能滿足災區的需要，於是，他又向災情最為嚴重的地區調撥了大量的糧食和巨額款項。為了進一步賑濟災區的窮人，康熙皇帝又採取了捐官的政策，允許富人中有學識的人，如果能夠通過做官資格的考試、證明他確有才幹，並向災區捐獻一定數目的糧食，便可買到一個相應的官職。當時，為了尋求生路，大量的窮人紛紛湧入北京，康熙皇帝下令把這些人全都招用於六部官署的建築工程，從而找到一個既幫助了窮人又使他們對社會有所貢獻的辦法。並且，這個辦法也有利於安撫饑民，防止他們因走投無路而發生動亂。」
31. ↑  [法國] 白晉，《康熙大帝》，載《老老外眼中的康熙大帝》，人民日報出版社，2008年版，第18頁。
32. ↑  比利時人南懷仁對康熙的評價：「（康熙）親切地接近老百姓，力圖讓所有人都能看見自己，就像在北京時的慣例一樣，他諭令衛兵們不許阻止百姓靠近。所有的百姓，不管男女，都以為他們的皇帝是從天而降的，他們的目光中充滿異常的喜悅。為一睹聖容，他們不惜遠涉跑來此地，因為，對他們來講，皇帝親臨此地是從不曾有過的事情。皇帝也非常高興於臣民們赤誠的感情表露，他盡力撤去一切尊嚴的誇飾，讓百姓們靠近，以此向臣民展示祖先傳下來的樸質精神。」
33. 1 2  [比利時] 南懷仁，《韃靼旅行記》，載《老老外眼中的康熙大帝》，人民日報出版社，2008年版，第63頁
34. ↑  ［法］白晉：《康熙大帝》，載《老老外眼中的康熙大帝》，人民日報出版社，2008年版，第19，45，18頁
35. ↑  《圖說天下：清》，吉林出版集團，2009年5月版，第95頁
36. ↑  阎崇年. . 北京: 中华书局出版社. 2004年10月: 第142页. ISBN 9787101044454 （中文（中国大陆））.
37. ↑  鄭永昌《御駕南巡 規劃河工－院藏乾隆南巡紀程圖考析》，《故宮文物月刊》，第357期，2012年，第42-51頁
38. 1 2 3  姜公韜. . : 第109頁.
39. ↑  周紹綱《乾隆的另一張面孔——評歐立德《乾隆帝》》
40. 1 2  许明龙. . 山西教育出版社. 2007. ISBN 9787560062969.
41. ↑  James I. Wong. . Koinonia Productions. 1984.
42. ↑  （美）William Worthen Appleton. . 哥倫比亞大學出版社. 1951.
43. 1 2  （法）佩雷菲特 著. . 王國卿等 譯. 台北: 生活‧讀書‧新知三聯書店. 1993. ISBN 9787108026934.
44. ↑  《乾隆英使覲見記》，百花文藝出版社，2010年10月版，第204頁
45. 1 2 3 4 5 6 7  姜公韜. . : 第113頁－第115頁.
46. ↑  东龟年：《兰田文集》二稿，卷1，心赋一节。转引自中村久四郎：《史学杂志》第25编，第2号，第12页
47. 1 2  《清代的理藩院》，載《中國史學論文選集》，第3輯，第623-624頁
48. ↑  葛劍雄，《中国历代疆域的变迁》
49. ↑  《康熙评传》，南京大学出版社，2006年12月版，第69頁
50. ↑  《康熙评传》，南京大学出版社，2006年12月版，第67－69頁
51. ↑  《康熙评传》，南京大学出版社，2006年12月版，第66頁
52. ↑  《中國通史》第九卷，〈取士与文字狱〉
53. ↑  《山西通志卷．卷一百二十二．人物二十二》
54. ↑  《明史》，卷139
55. ↑  《清初遺民社會》，湖北人民出版社，2009年7月：「‘中途變節者’以無錫布衣嚴繩孫為最典型。嚴本故明大吏子孫，祖父曾為明兵部侍郎，父為明時監生。明亡，絕意仕進，徜徉山水，卜居土穴。多次以“不享無妄之福”為由，拒絕徵薦。鴻博被薦，曾致書薦主刑部主事俞陳琛，雲：“今行老矣，無論試而見黜，為不知者所姍笑，即不爾，去就當何從哉？竊謂堯、舜在上，而欲全草澤之身，以沒餘齒，寧有不得？惟卒加保護為幸！”當局敦促就道，稱疾不許。至京後，复陳請於吏部，亦不允。禦試時，僅為詩一首，不完捲而出。但聖祖“素稔君姓字”，以為“史局不可無此人”，特恩入等，授翰林院檢討。赴任之日，騎驢入史局，以示不屑。且揭陶潛《歸去來辭》於壁，以氣節自勵。越二年，充日講起居注官，得以親近皇帝。對此殊遇，他“感激自奮，不忍以向之狷介高尚其懷，負上知遇”，從此“凡職所當盡者，罔不夙夜兢兢”。二十三年，乞歸獲准，竟有“九死從今總負恩”之嘆。顯見，嚴氏前後態度變化之大，先是稱疾拒應，不得已就試卻以不盈卷為欲全高節，最終則感恩知己，判若兩人。」
56. ↑  《沈陽狀啟》，遼寧大學歷史系印，1983年，第514頁
57. ↑  《清圣祖实录》卷144
58. ↑  《清聖祖實錄》卷29、82、133
59. 1 2  钱穆：《中国历代政治得失》，2012年，ISBN：9787510812675，p144—151
60. ↑  蕭欣義《儒家政治思想與民主自由人權》－良知的迷惘 錢穆先生的史學，第171-182頁
61. ↑  高翔，《近代的初曙：18世紀中國觀念變遷與社會發展》，p76-77
62. ↑  杨念群. . 《中国人民大学学报》. 2011, (2).
63. 1 2  張明揚，乾隆的辯護書——讀《乾隆帝》，觀察者，2014-05-29
64. 1 2 3 4 5 6 7  楊雨蕾. . 上海辭書出版社. 2011: 223-242. ISBN 9787532632572.
65. ↑  喻大华，《论康乾盛世的惩贪》，《辽宁师范大学学报(社会科学版)》 , 1994 (4) :75-79
66. ↑  封磊，《康乾盛世时期监察制度的发展和借鉴》，《西南政法大学》 , 2015
67. ↑  霍玉敏，《康乾盛世时期的腐败与反腐败》，《成都大学学报(社会科学版)》 , 2004 (2) :11-13
68. ↑  陳捷先，《皇太極寫真》，遠流出版，第156頁
69. ↑  清十二帝疑案（二）皇太極
70. ↑  《張誠日記 》《 老老外眼中的康熙大帝 》，第152頁
71. ↑  特种职能的禁军
72. 1 2  清朝在平定叛乱战争中使用火器的战例
73. ↑  屈大均《廣東新語》下册，中華書局
74. ↑  祝慶祺等編《刑案匯覽三編（一）》，北京古籍出版社
75. ↑  《清實錄•高宗純皇帝實錄》，卷1419
76. ↑  姜公韬，《中国通史 明清史·第六章 清朝的极盛与中衰》，第175页。九州出版社， 2010-1，ISBN 9787510800627
77. ↑  《嘉庆朝东华录》，卷7，嘉庆4年正月
78. ↑  《乾隆英使觐见记》：“此辈宽衣大袖之兵队，既未受过军事教育，而所用军器又不过刀、枪、弓、矢之属。一旦不幸，洋兵长驱而来，此辈果能抵抗与否？尚属一不易置答之疑问也。” 百花文艺出版社，2010年10月版，206页。
79. ↑  . 海南日报. 海南日报社.   [2018-03-21]. （原始内容存档于2021-01-09）.
80. ↑  . 凤凰网. 2012-03-25  [2014-01-19]. （原始内容存档于2020-06-05） （中文）.
81. ↑  《乾隆英使覲見記》，百花文藝出版社，2010年10月版，第188頁
82. 1 2  牛津教授：乾隆已经意识到英国可能侵华，腾讯文化，2015-01-19
83. ↑  . 新浪网. 2000-06-19  [2014-01-19]. （原始内容存档于2020-09-18） （中文）.
84. ↑  潘向明《鸦片战争前的中西火炮技术比较研究》,〈清史研究〉, 1993, 0(3): p95-104
85. ↑  Merle Ricklefs. . History Today. 1990-11-11, 40 (11).
86. ↑  Gábor Ágoston. . Journal of World History. 2014, 25 (1): 85–124.
87. ↑  王佐，《"康乾盛世"时期的商业发展考证》，《西部论坛》 , 2000 (1) :57-60
88. ↑  《图说天下：清》，吉林出版集团，2009年5月版，第98頁
89. ↑  史志宏，《清代前期小农经济研究》，第197頁
90. ↑  [法国] 谢和奈，《中国社会史》，第158－159頁
91. ↑  《中國古代經濟簡史》第六章 〈封建社会明清的经济〉
92. ↑  《清史稿·食货志五》
93. ↑  《中國古代經濟簡史》第六章 〈封建社会明清的经济〉
94. 1 2  閔宗殿《试论清代农业的成就》：「蝗虫是我国古代主要的自然灾害之一，在历史上只有宋代的董煟写过2本有关治蝗的著作，清代随着蝗灾的严重，研究治蝗的著作不断出现，保留至今的治蝗书，至少还有26部」，（中国农业博物馆研究所，北京）
95. ↑  赵学深，《康乾盛世时期瓷器纹饰研究》，北京林业大学 , 2007
96. ↑  《全球通史》第十五冊，美國時代生活公司授權吉林文史出版社，2010年1月版，第53頁
97. ↑  第六章 〈封建社会明清的经济〉. 《中國古代經濟簡史》. 复旦大学. 1982年: 第174–177頁.
98. ↑  cite book
99. 1 2 3  [美] 欧立德 （Mark C. Elliott）《乾隆帝》，社会科学文献出版社，2014年
100. ↑  美国时代生活公司《全球通史》，第十五册，吉林文史出版社，2010年1月，第36頁
101. ↑  美国时代生活公司《全球通史》，第十五册，吉林文史出版社，2010年1月，第53頁
102. ↑  《十七世纪荷兰东印度公司远东贸易研究》
103. ↑  黃啟臣文集（二）：《清代前期海外貿易的發展》，第23章，第474頁
104. ↑  史志宏，中国经济史研究丛书《清代户部银库收支和库存统计》
105. ↑  《国民财富的性质和原因的研究》第三部分，第十一章，165页
106. 1 2  . 凤凰网. 2011-01-30  [2014-01-19]. （原始内容存档于2020-06-05） （中文）.
107. 1 2  侯杨方. . 南方周末. 2009-08-26.
108. ↑  貢德·弗蘭克; 劉北城（譯）. . 四川人民出版社. 2017: 19–20. ISBN 9787220101564.
109. ↑  丁原基，古今圖書集成，
110. ↑  香港公共圖書館 - 《香港公共圖書館通訊》
111. ↑  落日的辉煌—17、18世纪全球变局中的“康乾盛世”
112. ↑  李曉丹，王其亨，金瑩《17-18世紀西方科學技術對中國建築的影響——從《古今圖書集成》與《四庫全書》加以考證》，故宮博物院院刊 2011年03期
113. ↑  ［德］夏瑞春《德國思想家論中國》，江苏人民出版社，1997年
114. ↑  李申，《康乾盛世华而无实的科学》，《群言》 , 2000 (8) :30-31
115. ↑  陳捷先. . 兩岸故宮第三屆學術研討會：十七、十八世紀（1662-1722）中西文化交流.
116. ↑  王雪玲，从《四库全书总目》看清人对唐代文献价值的认识，唐史论丛（第十辑）
117. ↑  鞏本棟. . 《東華漢學》. 2008, (7): 129-164.
118. ↑  《清代學術概論》：「此二百餘年間總可命為中國之『文藝復興時代』，特其興也，漸而非頓耳。然固儼然若一有機體之發達，至今日而蔥蔥鬱郁，有方春之氣焉。吾於我思想界之前途，抱無窮希望也……吾輩尤有一事當感謝清儒者，曰輯佚。書籍經久必漸散亡，取各史藝文、經籍等志校其存佚易見也。膚蕪之作，存亡固無足輕重；名著失墜，則國民之遺產損焉。乾隆中修《四庫全書》，其書之采自《永樂大典》者以百計，實開輯佚之先聲。此後茲業日昌，自周秦諸子，漢人經注，魏晉六朝逸史逸集，苟有片語留存，無不搜羅最錄。其取材則唐宋間數種大類書，如《藝文類聚》、《初學記》、《太平御覽》等最多，而諸經註疏及他書，凡可搜者無不遍。當時學者從事此業者甚多，不備舉。而馬國翰之《玉函山房輯佚書》，分經史子三部，集所輯至數百種，他可推矣。遂使《漢志》諸書、《隋唐志》久稱已佚者，今乃累累現於吾輩之藏書目錄中，雖復片鱗碎羽，而受賜則既多矣。」
119. ↑  樊树志，《“康乾盛世”的文化专制与文字狱》，《书摘》 , 2006 (9)
120. ↑  . 凤凰网. 2010-03-01  [2014-01-19]. （原始内容存档于2020-04-02） （中文）.
121. 1 2 3  . 北京: 中国社会科学院历史研究所清史研究室. 2011-01-24  [2014-01-19]. （原始内容存档于2012-05-14） （中文）.
122. ↑  孟森曾论到：今检清代禁书，不但明、清之间著述，几遭尽毁，乃至自宋以来，皆有指摘，史乘而外，并及诗文，充其自讳为夷狄之一念，不难举全国之纪载而尽淆乱之，始皇当日焚书之厄，决不至离奇若此。盖一面毁前人之信史，一面由己伪撰以补充之，直是万古所无之文字劫也。
123. ↑  吉林大学《明清两朝的禁书与思想专制》，2009年4月
124. ↑  [英]崔瑞德＆[美]牟復禮《1368-1644年劍橋中國明代史（上卷），中國社會科學出版社，1992年
125. ↑  郭成康，《清代文字獄》
126. 1 2  孔定芳《清初遺民社會》，湖北人民出版社，2009年7月，第344頁
127. ↑  《論中國古代正統觀的演變與中華民族融合之關係》，載自《史學理論研究》，1999年04期
128. ↑  喻大华《清代文字狱新论》，载自《辽宁师范大学学报：社科版》， 1996年01期，第72頁：
129. 1 2  高翔. . 紫禁城出版社. 2013: 78-80. ISBN 9787513404228.
130. ↑  郭成康. . 台灣: 雲龍出版社. 2003. ISBN 9867938186.
131. ↑  南炳文，李小林，李晟文《清代文化——传统的总结和中西大交流的发展》，天津古籍出版社，第246-255頁
132. ↑  李約瑟《中國科學技術史》（第三卷：數學），第113頁
133. ↑  《萬曆野獲編》卷二十，曆法
134. ↑  李曉丹、王其亨、金瑩：《17-18世紀西方科學技術對中國建築的影響——從〈古今圖書集成〉與〈四庫全書〉加以考證》，《故宮博物院院刊 》2011年03期
135. ↑  黄启后，《康乾盛世民族团结述评》，《曲靖师范学院学报》 , 1997 (3) :13-17
136. ↑  袁树平，《修德安民本固邦宁——"康乾盛世"时期的民族政策给我们的启示》，《天津市社会主义学院学报》 , 2006 (4) :33-36
137. ↑  閻崇年. .
138. ↑  戴逸, 龔書鐸主編, 《中國通史》, 智能教育出版社, 2003, p431
139. ↑  侯楊方，《盛世啟示錄》
140. ↑  中國航海學會《中國航海史（古代航海史）》，人民交通出版社，北京，第321-325頁
141. ↑  王宏志《「張大其詞以自炫其奇巧」：翻譯與馬戛爾尼的禮物》, 知識之禮再探禮物文化學術論壇, 2013-06-01
142. ↑  Richard J. Payne，《e-Study Guide for: Global Issues》
143. ↑  从锁国走向开国的日本
144. ↑  《清圣祖实录》
145. ↑  《馬克思恩格斯選集》第1卷，第716頁
146. ↑  何新华《陆权与清代“海禁”政策》，〈东南亚研究〉．2012年．第01期
147. ↑  刘军《明清时期“闭关锁国”问题赘述》，〈财经问题研究〉．2012年．第11期
148. ↑  莊吉發. . 學生書局. 1985年: 第69頁.
149. ↑  丁光玲.  (PDF). 復興崗學報 民93，82期385-414.   [2018-03-20]. （原始内容存档 (PDF)于2020-11-15）.
150. ↑  Rowe, William T. . Cambridge, MA: Harvard University Press. 2002: 473–562. ISBN 978-0-674-03612-3.
151. ↑  Thomas E. Ewing. . Modern Asian Studies. 1980, 14 (1): 152.
152. ↑  董平，《番薯造就盛世，盛世开发番薯》，《中国社区医师》，2008年24期
153. ↑  侯杨方《美洲作物造就了康乾盛世？ ——兼评陈志武〈量化历史研究告诉我们什么？〉》，南方周末，2013-11-02
154. ↑  「高产作物引入中国，对于近300年以来社会进步与人口发展发挥重要作用，但这个作用究竟有多大？玉米、甘薯未引进之前，南方水稻，北方旱地作物粟、黍、冬小麦以及高粱拥有用地与产量的优势，玉米、甘薯传入中国经历了两三百年的传播与环境选择，至20世纪30年代在全国的统计中，留下这样的占地比例，就玉米而言，其中安徽、察哈尔、福建、广东、贵州、河南、江苏、江西、宁夏、热河、山东、绥远、云南、浙江占地比例很低，几乎视作零，甘肃占地6.5%、广西17.2%、河北15%、黑龙江5.3%、湖北10.7%、湖南3.9%、吉林5.4%、辽宁12.6%、山西5.4%、陕西11.3%、四川13.2%、新疆19.2%，全国仅7个省玉米占地面积在农田总量中超过10%，但也没超过20%。就甘薯而言，察哈尔、宁夏、青海、甘肃、山西占地面积近于零，其他省山西、河北、山东、河南、安徽、贵州、云南占地为1%，江苏、湖北、浙江占地2%，江西、广东占地3%，湖南占地5%，福建、广西占地6%。所有这些统计说明，尽管玉米、甘薯传入中国，对农业、人口均起到重要作用，但从没有达到绝对优势，那些传统粮食作物依然是农作物中的主流，因此将康乾盛世归功于南美作物，这一提法缺乏事实依据。」于淑娟《美洲来的玉米番薯创造了康乾盛世？》，澎湃新闻，2015-05-31
155. ↑  张研《18世纪前后清代农家生活消费的研究》，中国人民大学清史研究所
156. ↑  周荣，《康乾盛世的人口膨胀与生态环境问题》，《史学月刊》 , 1990 (4) :112-117
157. ↑  张研，《17-19世纪中国的人口与生存环境》
158. ↑  汪榮祖. . Journal of Chinese Studies No. 51. 2010: 87–114.
159. ↑  陈 桦，卢忠民《客观认识清代社会的经济与发展——陈桦教授访谈》，中青年专家访谈录，2007.12
160. ↑  《清史稿 卷一百二十九·志一百四·河渠四》“小民趋利者，因于岸脚湖心，多方截流以成淤，随借水粮鱼课，四围筑堤以成垸，人与水争地为利，以致水与人争地为殃。”。
161. ↑  谢肇淛《五杂俎》卷四
162. ↑  《民国续修莱芜县志》
163. ↑  《乾隆吴县志》
164. ↑  张祥稳，《清代乾隆时期自然灾害与荒政研究》。
165. ↑  《乙丙日记》卷3：“人多之害，山顶已殖黍稷，江中已有洲田，川中已辟老林，苗洞已开深菁，犹不足养，天地之力穷矣。种植之法既精，糠核亦所吝惜，蔬果尽以助食，草木几无孑遗，犹不足养，人事之权殚矣。”。
166. ↑  夏明方. . 文汇学人. 2017.
167. ↑  Mann, Susan. . Standford University Press. : 15. ISBN 0804727449.
168. ↑  李景屏，《康乾盛世与奢靡之风》，《北京社会科学》 , 1995 (2) :86-91
169. ↑  爱尼斯·安德逊著，费振东译，《在大清帝国里的航行——英国人眼中的乾隆盛世》：“今晚，在我们船上的两个中国人裸着身体，从他们的衣服里拣出无数虫虱，而且急切满意地把它们吃掉了，好像是一种美味的食品。”，第75页，电子工业出版社，2015年版。
170. ↑  爱尼斯·安德逊著，费振东译，《在大清帝国里的航行——英国人眼中的乾隆盛世》：“情况很奇怪，虽然这个省份大量产茶，但看来在下层居民中茶叶还是一种很稀有的商品；在我们船上的这些人，每逢我们早餐以后，从不放过机会向我们索取泡饮过的茶叶；他们把茶叶除去水分在日光下晒干，经过沸煮以后把茶液灌入`石壶'以饮用。当壶内茶水近乎喝干时再加些沸水；似此加水再煮的茶叶可以用几个星期。在某种场合他们就把几片新鲜茶叶放进杯内，冲上沸水，盖上盖子，等几分钟以后再喝。”，第67页，电子工业出版社，2015年版。
171. ↑  许涤新、吴承明. . . 人民出版社. 1985年.
172. 1 2  . 中华励志网. 2011-09-17  [2014-01-18]. （原始内容存档于2013-05-10） （中文）.
173. ↑  《乾隆英使觐见记》马嘎尔尼使团成员约翰·巴罗说：“在京城一地每年就有近9000弃婴……我曾经看见过一个死婴的尸体，身上没有系葫芦，漂流在珠江的船只当中。人们对此熟视无睹，仿佛那只是一条狗的尸体。而事实上如果真的是一条狗的话，也许更能吸引他们的注意。”
174. ↑  《乾隆英使觐见记》：“又言：我辈读中国历史证以目睹，则中国社会似尚无显著之缺点，唯残害婴儿一事，吾西人以为极背天理，华人则视为无足轻重，即日日见之，亦不以为怪。”百花文艺出版社，2010年10月版，76页。
175. ↑  《乾隆英使觐见记》：“近年中国各省兵乱之事，几于无岁无之，虽此种兵乱旋起旋灭，于国家大势无关。” 百花文艺出版社，2010年10月版，198页。
176. ↑  许涤新、吴承明《中国资本主义萌芽》（人民出版社，1985年）第四章第一节。
177. 1 2  Barrow, J (1807). “Some Account of the Public Life, and a Selection from the Unpublished Writings, of the Earl of Macartney”, London
178. ↑  《乾隆英使觐见记》，百花文艺出版社，2010年10月版，第81頁）
179. ↑  《乾隆英使觐见记》，百花文艺出版社，2010年10月版，第177頁
180. ↑  《乾隆英使觐见记》，百花文艺出版社，2010年10月版，第76頁）
181. ↑  《乾隆英使觐见记》，百花文艺出版社，2010年10月版，第197頁
182. ↑  Aeneas Anderson. . 群言出版社. 2007: 76. ISBN 9787800803031.
183. 1 2 3  . 中新网.   [2018-03-20]. （原始内容存档于2021-01-09）.
184. ↑  ＜英＞爱尼斯·安德逊《英国人眼中的大清王朝》，群言出版社，2002年版
185. ↑  左宗棠在其《议减杭嘉湖三属漕粮大概情形折》中，仍称“臣等躬逢盛世”，而颇具讽刺意味的是，奏折作于同治三年（1864）十月，当时太平天国运动的烽火尚未最后平息。此外，文人笔下，文康《儿女英雄传》还要“点缀太平盛世” ，而诸如《盛世危言》 、《盛世元音》 、《盛世人文初集》等名目。
186. ↑  唐积诚.  (PDF). 北京: 京华书局. 1910: 10.
187. ↑  . 澎湃.   [2024-05-17]. （原始内容存档于2024-05-17）.
188. ↑  Mark Elliott. . China in the World.   [2018-03-22]. （原始内容存档于2020-07-17）.
189. 1 2  李强; 徐康宁、魏巍. . 《北京社会科学》 (安徽财经大学经济学院、东南大学经济管理学院、安徽财经大学工商管理学院). 2013年, (2013年01期).
190. ↑  林存陽. . 中華文史網.   [2018-03-20]. （原始内容存档于2021-01-09）.
191. ↑  周思源,
192. ↑  洪振快. . 网易网. 2009-04-13  [2014-01-19] （中文）.
193. ↑  李华丽，《关于“康乾盛世”的再思考》，《陕西师范大学学报(哲学社会科学版)》 , 2004 (s2) :189-190
194. ↑  戴逸. . 辽海出版社: 4. 1999年.
195. ↑  杨琳《康乾盛世真的不是盛世吗？》，腾讯文化，2015-06-04
196. ↑  姚念慈《“康乾盛世”与历史意义的采择》
197. ↑  陳鋒《清代軍費研究》(武漢大學出版社，1992)， 陳支平《清代賦役制度演變新探》（厦門大學出版社，1988）
198. ↑  羅威廉. . 国立台湾大学出版中心. 2016: 1111. ISBN 9789863501442.
199. ↑  《买小学大全记》
200. ↑  鲁迅. .
201. ↑  顾诚《南明史》
202. ↑  张, 宏杰. . 湖南人民出版社. 2012-10-1: 64. ISBN 9787543887114.
203. ↑  《帝国的终结》，易中天，复旦大学出版社
204. ↑  洪振快，《中国的康乾盛世不如英国中世纪》，《传奇故事:百家讲坛下旬》 , 2009 (6) :5-5
205. ↑  刘焕性《“康乾盛世”之说的由来》，〈清史研究〉，2003年2月第1期
206. ↑  落日的辉煌—17、18世纪全球变局中的“康乾盛世”
207. ↑  东西方碰撞前的误解：伏尔泰赞美乾隆 道光不知英国
208. ↑  孫乃民《中日關係史》，社會科學文獻出版社，2006：「當時，日本朗野對清朝康、乾兩帝極其崇敬，對康熙尤甚， 蹲之為上國聖人。 康熙五十八年(公元1719年)順治時頒布的《六渝》，從琉球傳入日本。八代將軍吉宗見了極其重視，命獲生祖來附以訓點、室塢巢譯成日文，以《六渝衍義》書名刊刻發行，很快流行全國，甚至在明治維新前夕還再版發行。康熙的訓渝《十六條》，以《聖渝廣訓》書名刊行，天明八年(公元1788年)並附以雍正對十六條訓渝的敷衍釋文於書後，再次出版。稱該訓渝“實為萬世不易的金言”，對雍正亦稱為」希世仁君”
209. ↑  东龟年：《兰田文集》二稿，卷1，心赋一节。转引自中村久四郎：《史学杂志》第25编，第2号，第12页
210. ↑  [清] 唐甄. . 台北: 中華書局. 2009. ISBN 9787101067033.
211. ↑  《潜书·室语》
212. ↑  方行. . 《中国经济史研究》. 1997: 141-150.
213. ↑  《孔子与中国之道: 现代欧美人士看孔子》，山西人民出版社，1992年，第365頁
214. ↑   參: